# Juliette Récamier
Pour les articles homonymes, voir Récamier.
Jeanne Françoise Julie Adélaïde Bernard, à la ville Madame Jacques Récamier dite Juliette ou Julie Récamier, née le 3 décembre 1777 à Lyon et morte le 11 mai 1849 à Paris, est une femme de lettres française.
À partir de 1797, elle tient un salon qui réunit, à partir du Directoire jusqu'à la monarchie de Juillet, les plus grandes célébrités du monde politique, littéraire et artistique.
Amie de Madame de Staël, elle est également une figure de l'opposition au régime de Napoléon Ier.

## Biographie

### Enfance et mariage

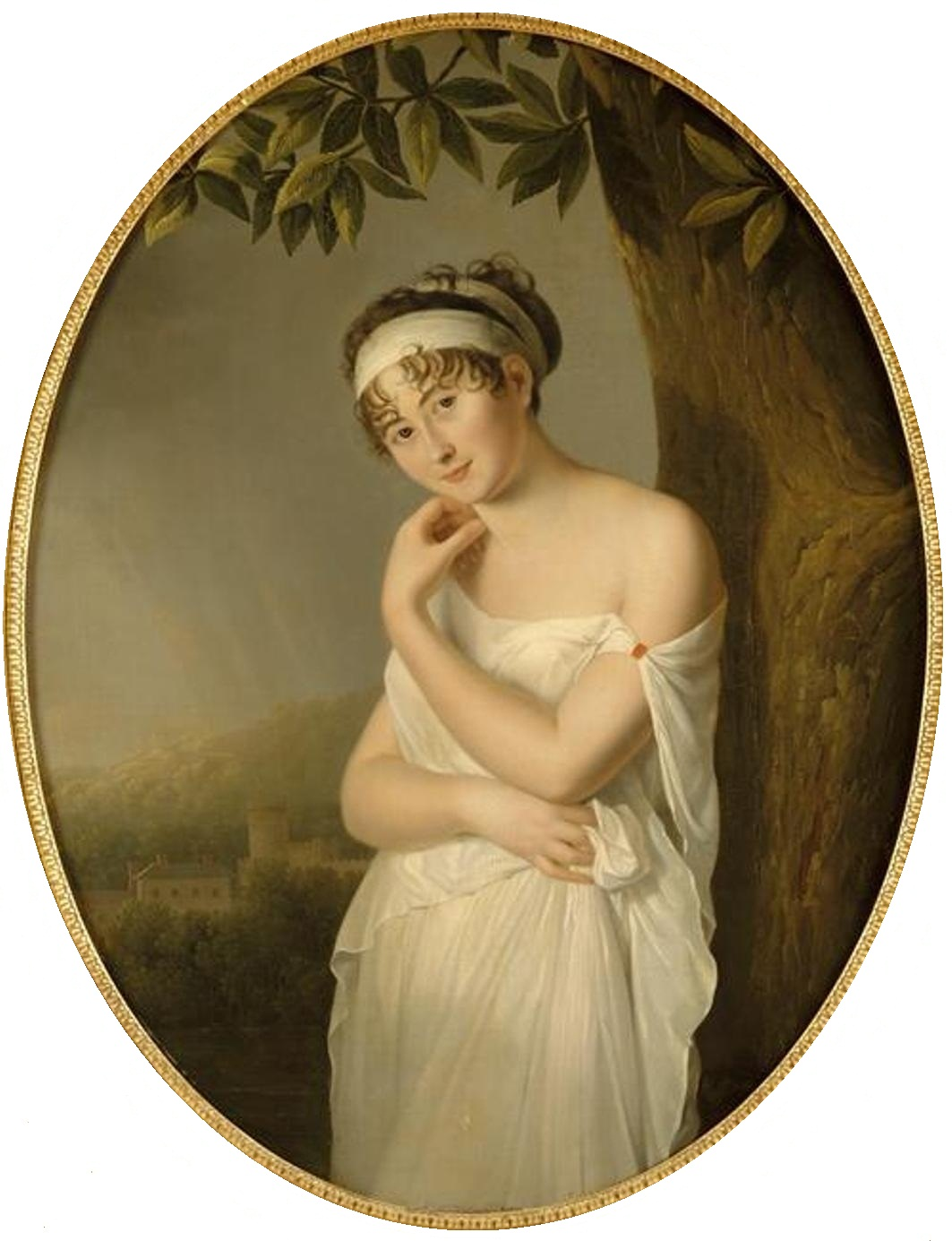
Madame Récamier vers 1798 par Eulalie Morin (1765-1837), musée national du château de Versailles et des Trianons.

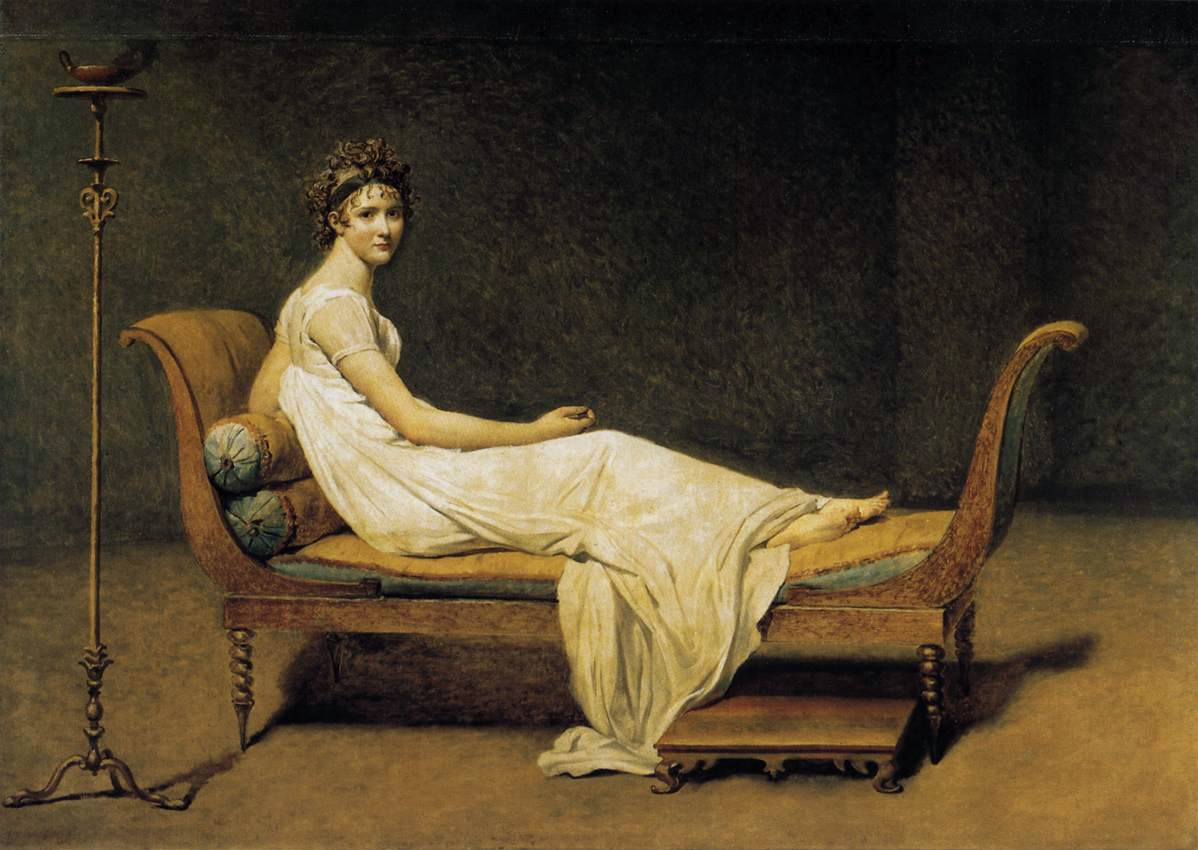
Portrait de madame Récamier en 1800 par Jacques-Louis David, Paris, musée du Louvre.

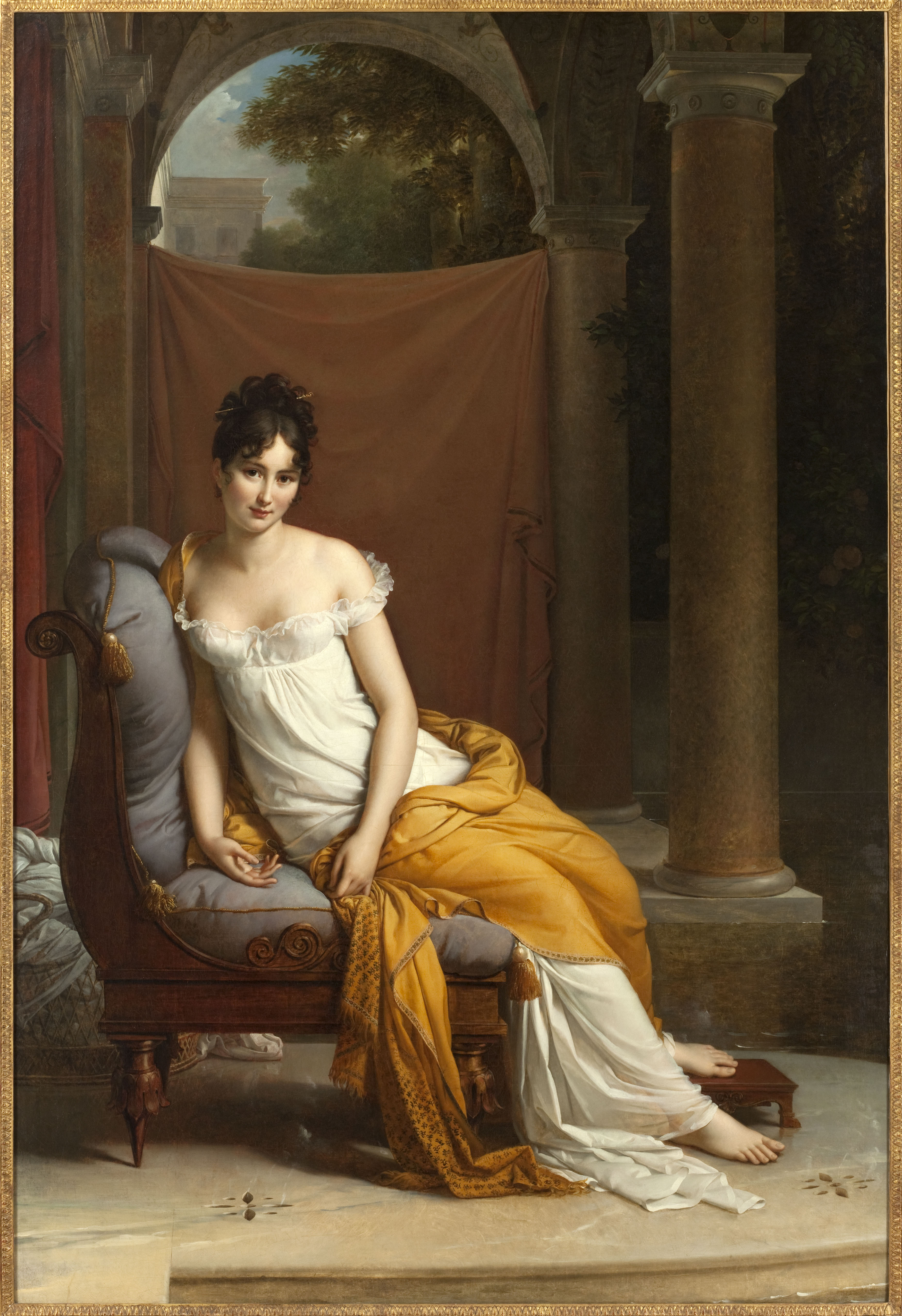
Portrait de Juliette Récamier en 1805 par François Gérard, Paris, musée Carnavalet.

Julie Bernard est née le 3 décembre 1777 à Lyon, rue de la Cage où elle grandit dans une famille de la bourgeoisie. Le père légal, Jean Bernard, est notaire royal. Nommé receveur des Finances par Calonne, il s'installe à Paris en 1786 puis devient administrateur des Postes. Il est arrêté et emprisonné sous le Consulat comme suspect de connivence avec les royalistes. Sur l'intervention de Julie Bernard, le général Bernadotte obtient sa libération mais Jean Bernard est destitué de son emploi. La mère de Julie, Marie-Julie Matton, issue d'un milieu aisé, également originaire de Lyon, est une femme coquette et intelligente.
Julie Bernard, mise en pension à Lyon au Couvent de la Déserte, ne rejoint ses parents à Paris qu'en 1787. Le 5 floréal an I (24 avril 1793), à 15 ans et en pleine Terreur, elle est mariée dans la capitale à un ami de ses parents, et amant de sa mère, Jacques-Rose Récamier, riche banquier d'origine lyonnaise et venu lui aussi à Paris peu avant la Révolution. Le contrat de mariage est signé chez Me Jean-François Cabal-Castel, notaire à Paris, le 11 avril précédent. Elle noue avec Jacques Récamier une relation affectueuse et platonique : elle en est vraisemblablement la fille naturelle. Leur union lui permettait la stabilité, d'hériter son nom et sa fortune.

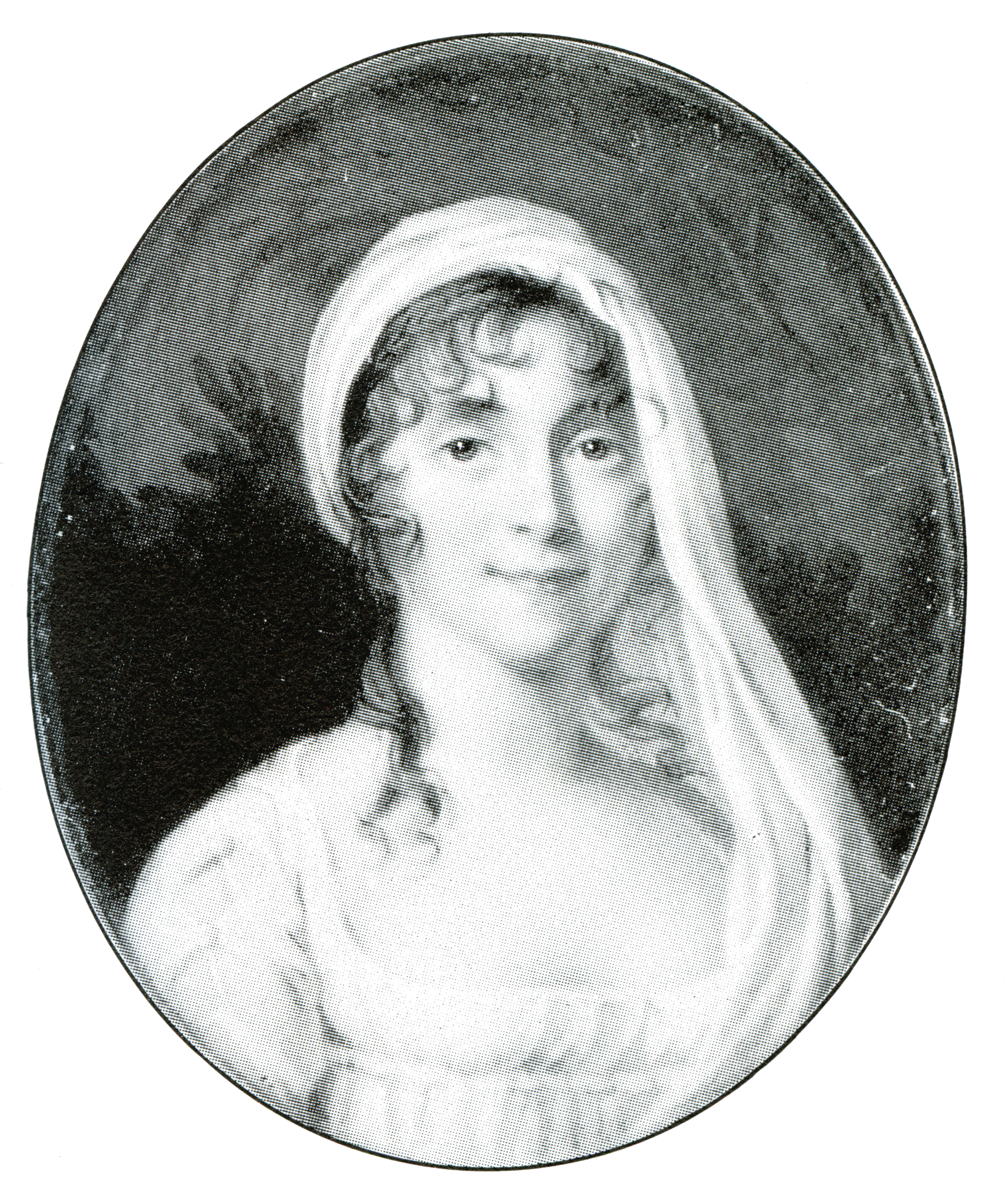
Marie Julie Bernard née Matton (mère de Juliette Récamier) Miniature de Jean François Gérard Fontallard.

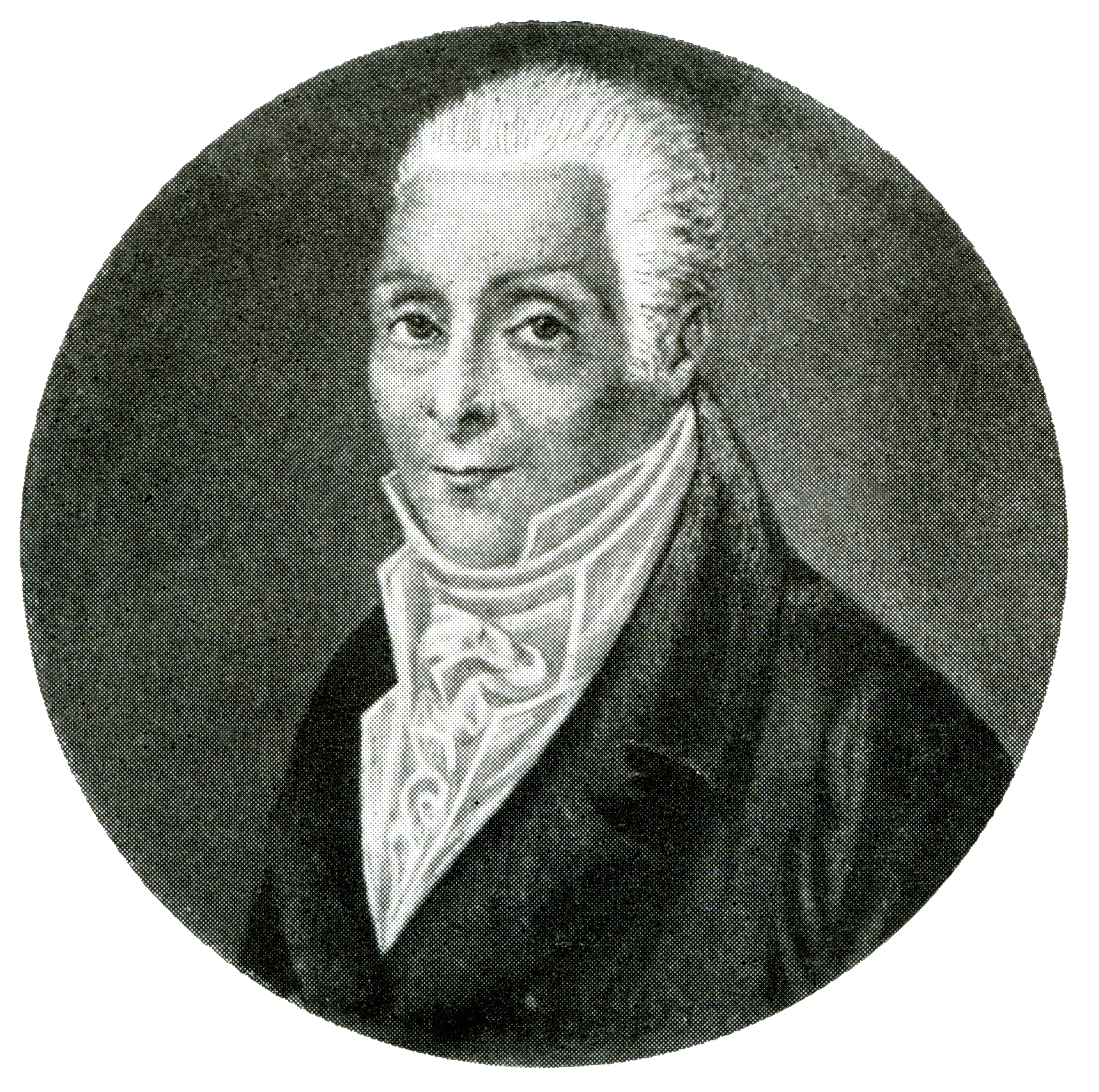
Jean Bernard (père de Juliette Récamier) d'après une miniature appartenant au général Daudignac.

### Vie mondaine et célébrité européenne

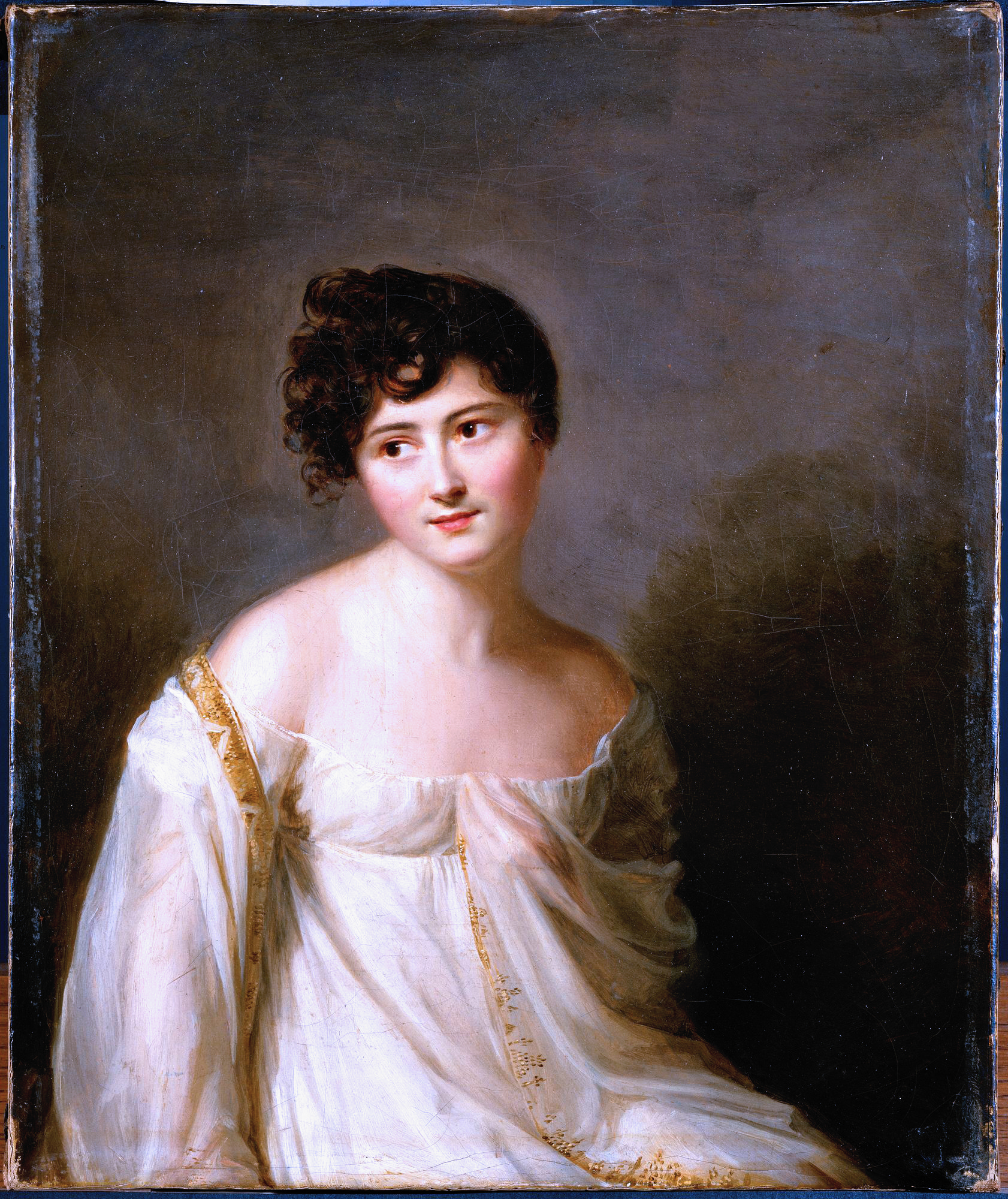
Portrait de Juliette Récamier en 1807 par Firmin Massot, musée des beaux-arts de Lyon.

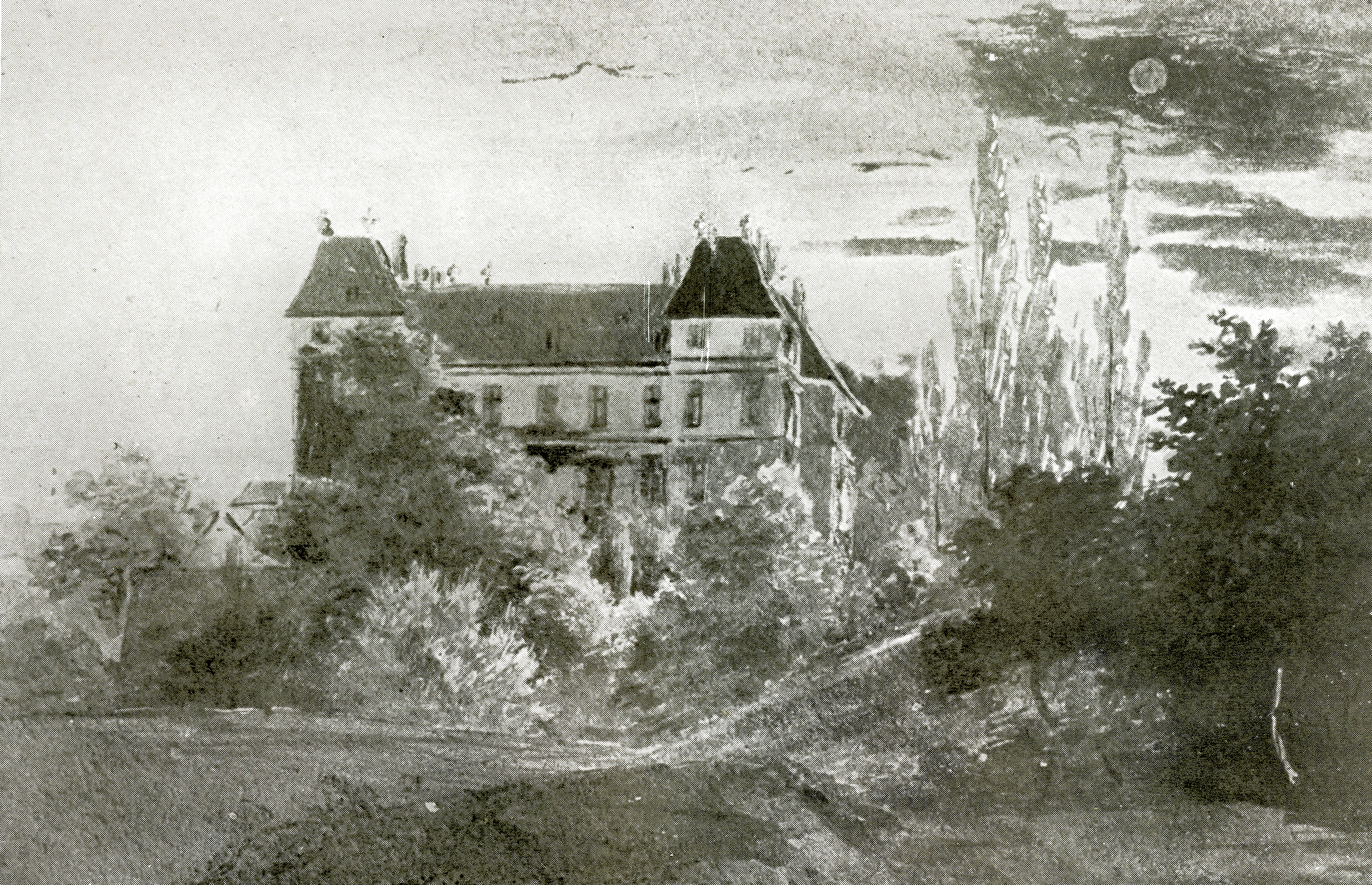
Le château de Coppet au clair de lune. En 1807, Juliette Récamier rencontre au château de Coppet, le prince de Prusse (voir : La rencontre et l’idylle du château de Coppet). Papiers et correspondance de Madame Récamier, Bibliothèque nationale de France.

À partir de 1797, Juliette Récamier, 19 ans, commence sa vie mondaine, tenant un salon qui devient bientôt le rendez-vous d'une société choisie.
La beauté et le charme de l'hôtesse, l'une des « Trois Grâces » du Directoire, avec Joséphine de Beauharnais et Madame Tallien, lui suscitent une foule d'admirateurs. Le cadre de l'hôtel particulier de la rue du Mont-Blanc (hôtel de Jacques Necker, ancienne rue de la Chaussée-d'Antin), acquis en octobre 1798 et richement décoré par l'architecte Louis-Martin Berthault, ajoute à la réputation de ses réceptions.
Elle est l'une des premières à se meubler en style « étrusque » et à s'habiller « à la grecque ». L'influence de Madame Récamier est notable dans la diffusion du goût pour l'Antique qui allait prévaloir sous l'Empire.
L'hôtel Récamier acquiert une renommée telle qu'il devient rapidement une curiosité parisienne que tous les provinciaux et étrangers de marque se doivent de visiter.
L'année 1800 marque l'apogée de la puissance financière de Jacques Récamier : il devient alors régent de la Banque de France.
Mais le pouvoir ne tarde pas à prendre ombrage de la position mondaine et sociale de Mme Récamier. Amie de Madame de Staël, Mme Récamier devient une figure clé de l'opposition au régime de Napoléon. Les réceptions de son salon, qui joue un rôle non négligeable dans la vie politique et intellectuelle de l'époque, sont interdites par un ordre officieux de Bonaparte. Madame de Staël, les deux cousins Adrien de Montmorency et Mathieu de Montmorency, tous trois proches de Juliette Récamier et assidus de son salon, sont exilés de Paris ; quand Napoléon devient empereur, Juliette Récamier refuse à quatre reprises une place de dame d'honneur à la cour. Les difficultés de la Banque Récamier, à partir de 1805, obligent le couple d'abord à réduire son train de vie puis à vendre l'hôtel particulier de la rue du Mont-Blanc. À ces revers de fortune s'ajoutent pour Juliette Récamier des chagrins personnels : le décès de sa mère en 1807, une histoire d'amour puis une rupture avec le prince Auguste de Prusse rencontré lors d'un séjour au château de Coppet près de Genève chez Madame de Staël. Défavorable à Napoléon, Madame Récamier ne tarde pas à subir le même sort que Germaine de Staël, et elle a l'obligation de s'éloigner de Paris par ordre de la police impériale.

### Le temps de l'exil et le retour à Paris
Après avoir séjourné quelque temps de septembre 1811 à juin 1812 à Châlons-sur-Marne avec Marie Joséphine Cyvoct, petite-nièce de son mari récemment orpheline et devenue sa fille adoptive, Juliette Récamier séjourne à Lyon, où elle retrouve Camille Jordan, son vieil ami qu'elle connaît depuis 1797 et qui lui fait alors connaître Ballanche. Elle part en mars 1813 pour l'Italie. À Rome, elle reconstitue peu à peu sa « vie de société » ; c'est à ce moment-là que le sculpteur Canova fait deux bustes d'elle. Invitée à Naples en décembre 1813 par le roi Murat et la reine Caroline, elle apprend en avril 1814, l'abdication de Napoléon.
De retour à Paris le 1er juin 1814 après un exil de près de trois années, elle retrouve tous ses anciens amis, bannis comme elle, ainsi que Benjamin Constant, ex-amant de Madame de Staël. Juliette Récamier reprend ses réunions mondaines, reçoit des personnalités françaises ou étrangères de toutes opinions mais exige que ses invités observent chez elle une stricte neutralité politique. Son salon prend de plus en plus une orientation littéraire. Sa rencontre avec Chateaubriand se fait en 1817. L'écrivain est l'un des hôtes les plus assidus de son domicile situé au no 31 rue d'Anjou-Saint-Honoré, revendu dès 1819 à la suite de nouveaux revers de fortune de son mari.

### Le refuge de l'Abbaye-aux-Bois
Juliette Récamier s'installe alors à l'abbaye-aux-Bois à Paris, couvent dont les religieuses louent des appartements à des dames de la haute société. Elle occupe d'abord un petit appartement au troisième étage, composé de deux pièces séparées par un couloir, avant d'en louer vers 1825, un plus vaste au premier étage.
Pendant plus de vingt années, ses réceptions rassemblent autour d'elle, accompagnée de Chateaubriand qui les préside souvent, les esprits les plus brillants de l'époque : Victor Cousin, Saint-Marc Girardin, Edgar Quinet, Tocqueville, de jeunes écrivains comme Lamartine, Sainte-Beuve, Balzac, des artistes comme François Gérard, Joseph Chinard, Antonio Canova, des acteurs, Talma et Rachel, etc.
De 1823 à 1824, un séjour en Italie, en compagnie de sa nièce Amélie Cyvoct, de Ballanche et de Jean-Jacques Ampère, lui permet de recréer à Rome un cercle regroupant artistes et hommes de lettres. Des évènements dans son entourage familial marquent cette période : l'éloignement de sa fille adoptive Amélie Cyvoct, devenue madame Charles Lenormant en 1826, la disparition de son père en 1829 puis celle de son mari Jacques Récamier en 1830.

L’abbaye-aux-Bois, lieu des réceptions mondaines de Juliette Récamier à Paris.
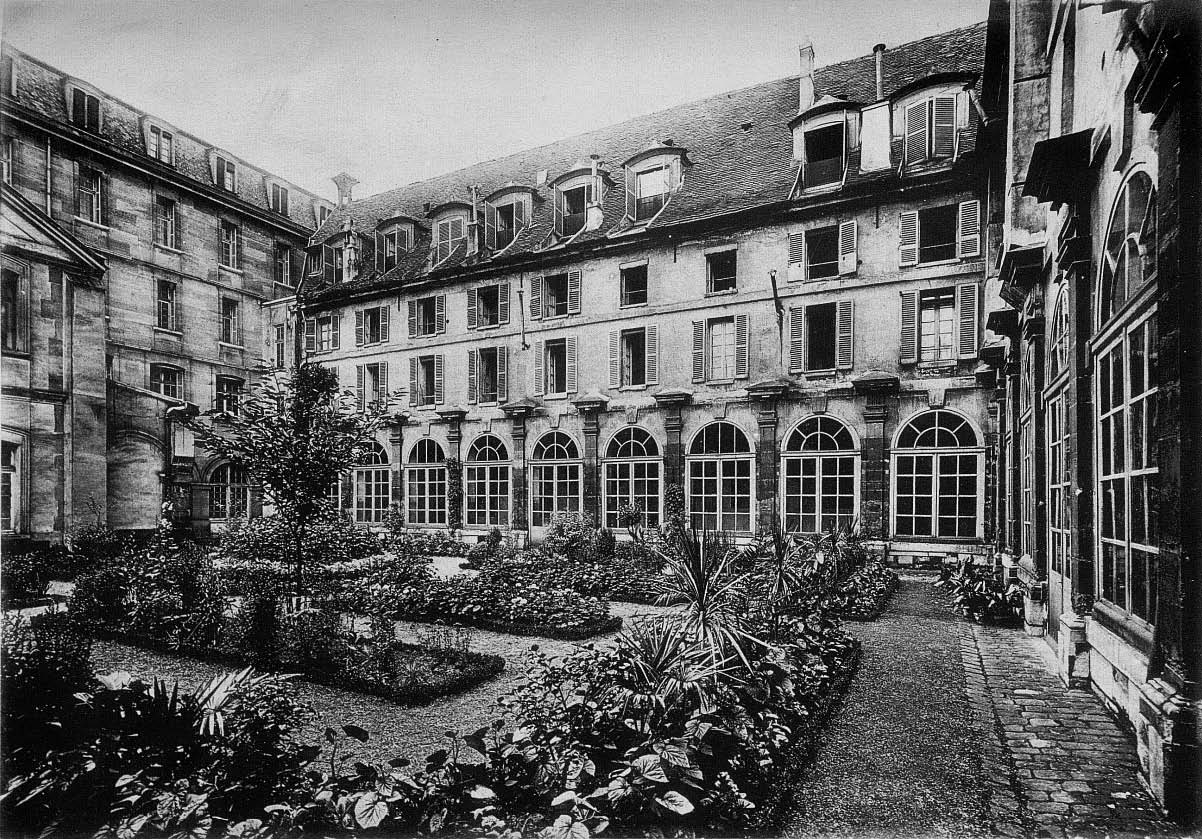
Photographie de l'abbaye-aux-Bois en 1905, avant sa destruction.
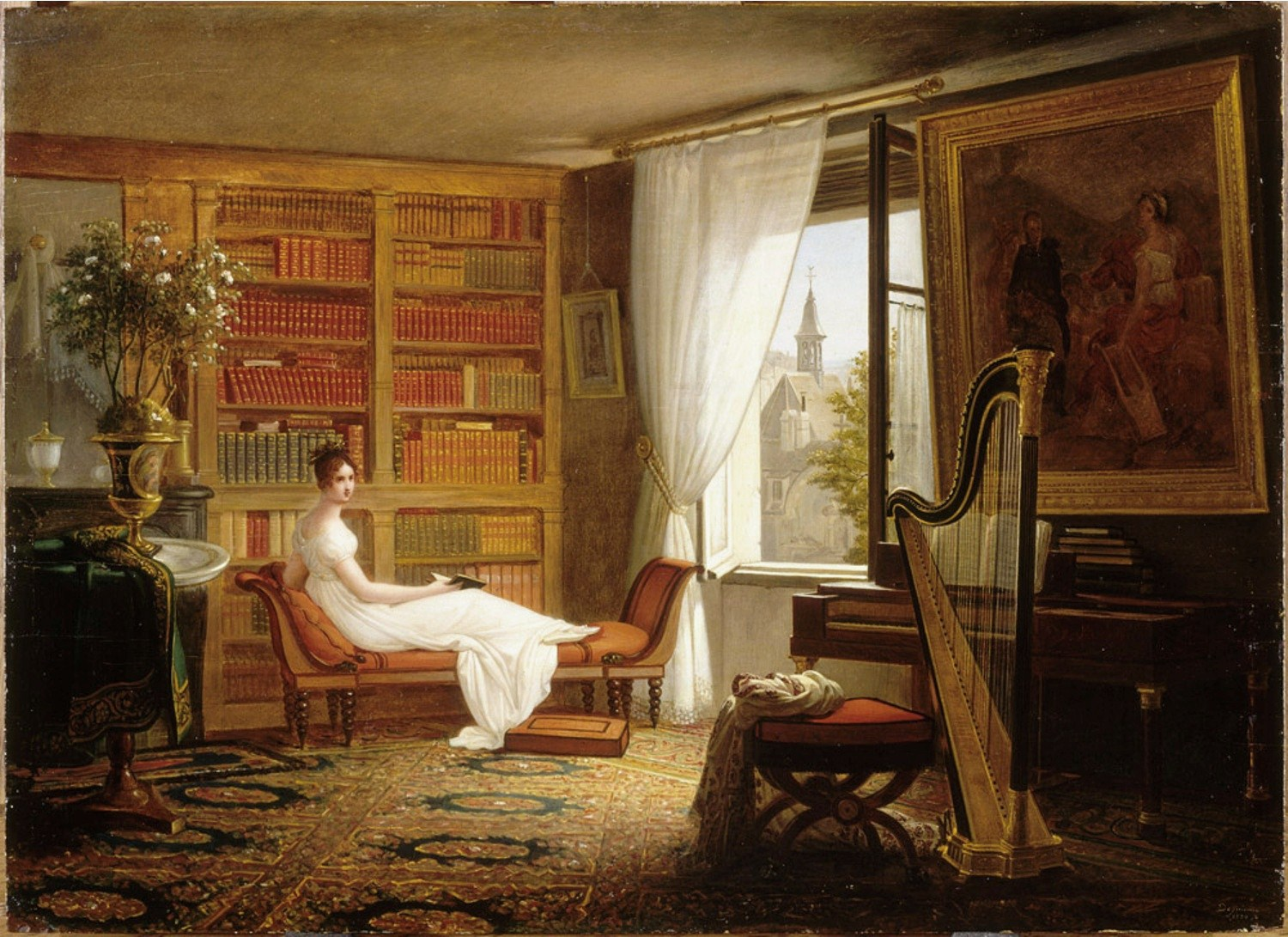
François-Louis Dejuinne, La Chambre de Madame Récamier à l'abbaye-aux-Bois (1826), Paris, musée du Louvre.
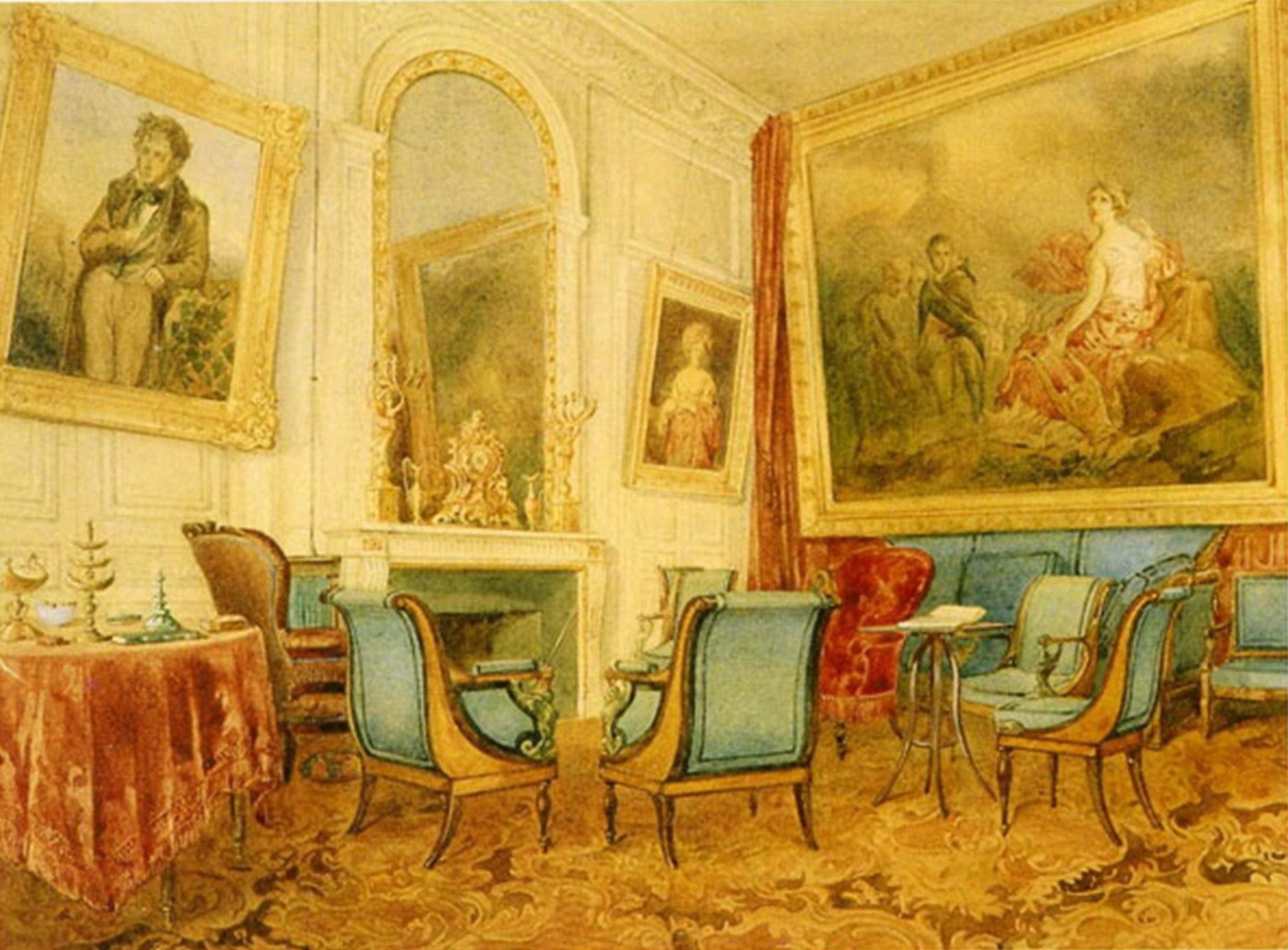
Auguste Gabriel Toudouze, Le Salon de Madame Récamier à l'abbaye-aux-Bois (1849), localisation inconnue.

### Dernières années

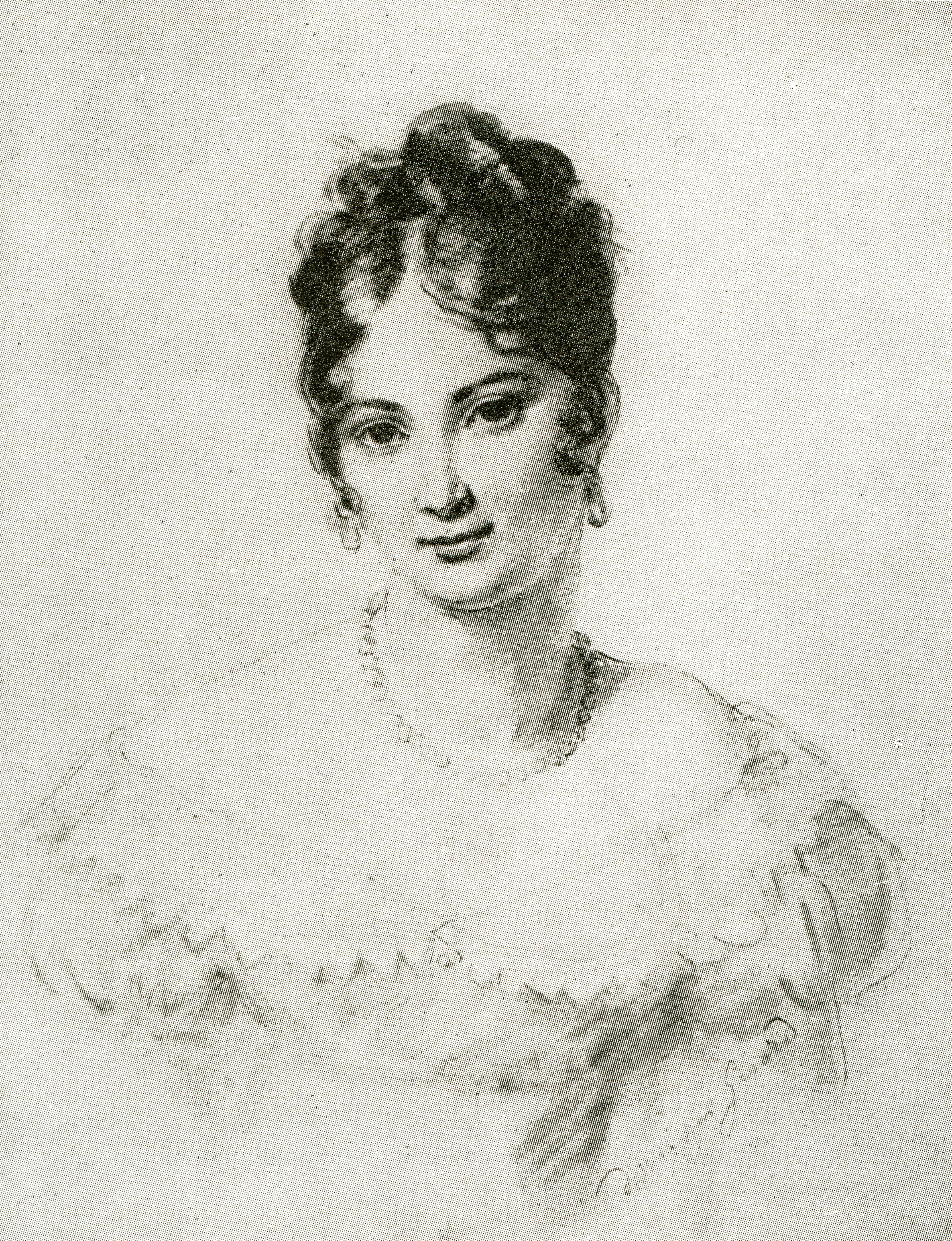
Juliette Récamier en 1805 par François Gérard, dessin.

À partir de 1840, la santé de Juliette Récamier décline et sa vue baisse notablement. Elle mène alors une vie de plus en plus retirée mais reçoit cependant les fréquentes visites de Chateaubriand. Une des dernières grandes soirées qu'elle organise à l'Abbaye-aux-Bois avec l'aide de l'actrice Rachel est guidée par sa charité. Il s'agit de collecter des fonds pour aider les victimes des graves inondations de Lyon. Atteinte de cataracte, elle subit sans succès deux opérations et devient quasiment aveugle. Juliette Récamier a le chagrin d'apprendre les décès de ses plus chers amis : le prince Auguste de Prusse en 1843, Pierre-Simon Ballanche en 1847 et elle assiste le 4 juillet 1848 à la mort de Chateaubriand.
Quand l'épidémie de choléra sévit en 1849, le quartier de la rue de Sèvres est particulièrement touché. Madame Récamier quitte l'Abbaye-aux-Bois pour aller chez sa petite-nièce, Amélie Lenormant, qui habite avec son mari Charles Lenormant, à la Bibliothèque nationale, rue des Petits-Champs près du Palais-Royal. Frappée par la maladie, c'est en ce lieu qu'elle rend son dernier soupir le 11 mai 1849, à l'âge de 71 ans. Elle est inhumée au cimetière de Montmartre à Paris dans la sépulture où sont ensevelis ses parents, son mari et son vieil ami, Pierre-Simon Ballanche.
Sa nièce et fille adoptive, Amélie Lenormant, est l'auteur d'une biographie parue en 1859 qui publie une partie des nombreuses lettres reçues de ses illustres correspondants. Celles-ci sont aujourd'hui conservées en partie au département des manuscrits de la Bibliothèque nationale de France.

## Madame Récamier et les arts

### Peintures
Un tableau supposé représenter Mme Récamier, nue, allongée sur une méridienne, est conservé au château-musée de Boulogne-sur-Mer. Don de Charles Lebeau, un mécène boulonnais, en 1916, cette œuvre est attribuée à Jacques-Louis David ou à l'atelier du peintre. Toutefois, cette huile sur toile n'est pas vraiment fidèle au portrait de Madame Récamier avec un visage si peu ressemblant il est vrai, et « une dame de ce rang n’aurait jamais posé nue et surtout les pieds sales. Ce serait une vengeance du peintre pour un tableau que la caricaturée aurait refusé auparavant ! ». Cette identité est à écarter. D'autre part, Jacques-Louis David n'était pas en très bons termes avec Juliette Récamier à la suite d'une commande restée inachevée pour de multiples raisons, notamment que la belle trouvait l'artiste trop lent et demanda en conséquence, son portrait à l'un des élèves du maître. Vexé, le peintre dit à son modèle : « Madame, les dames ont leurs caprices ; les artistes en ont aussi. Permettez que je satisfasse le mien ; je garderai votre portrait dans l'état où il se trouve ».

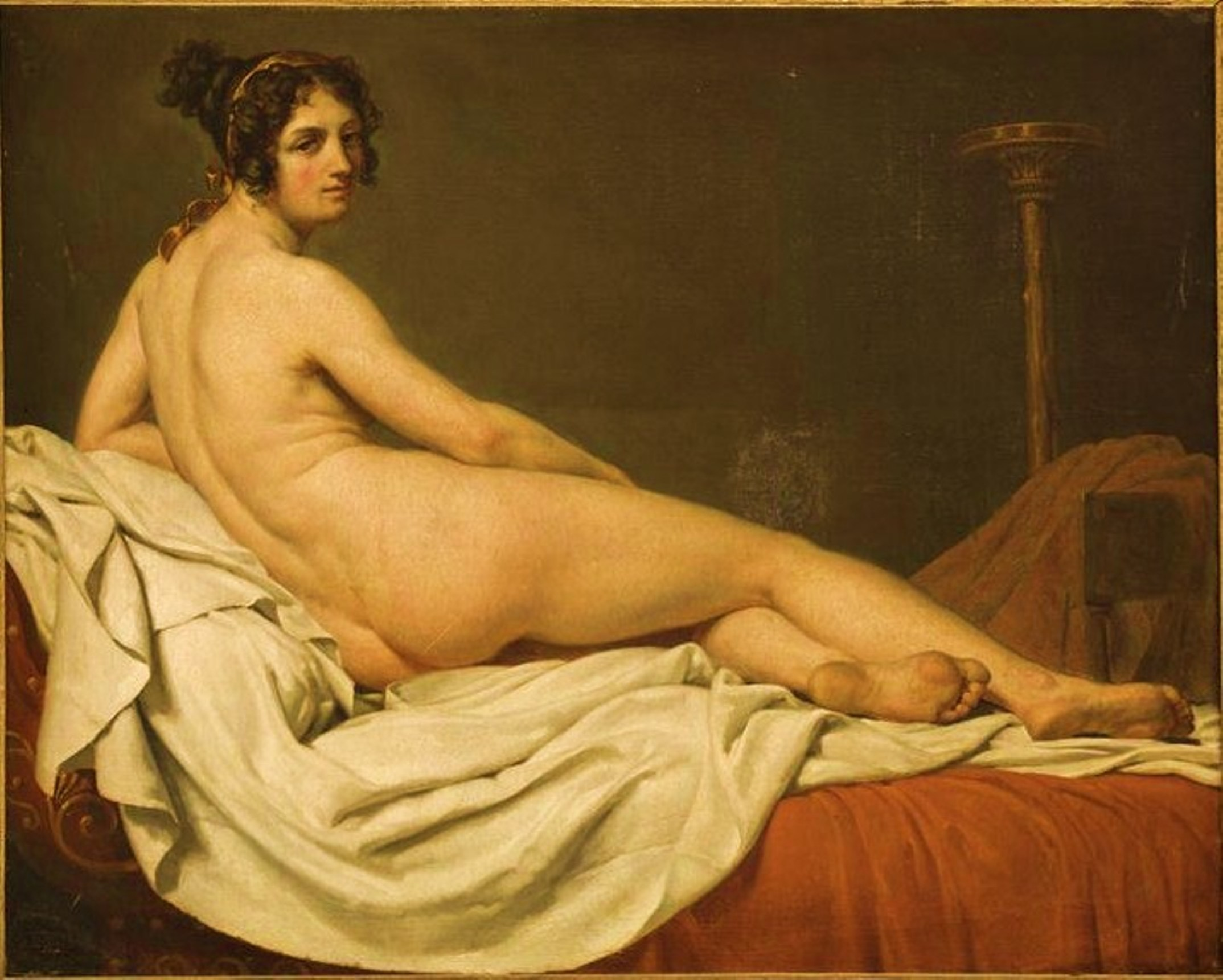
Portrait présumé de Juliette Récamier, attribué à Jacques-Louis David ou l'un de ses élèves, collection du château-musée de Boulogne-sur-Mer.
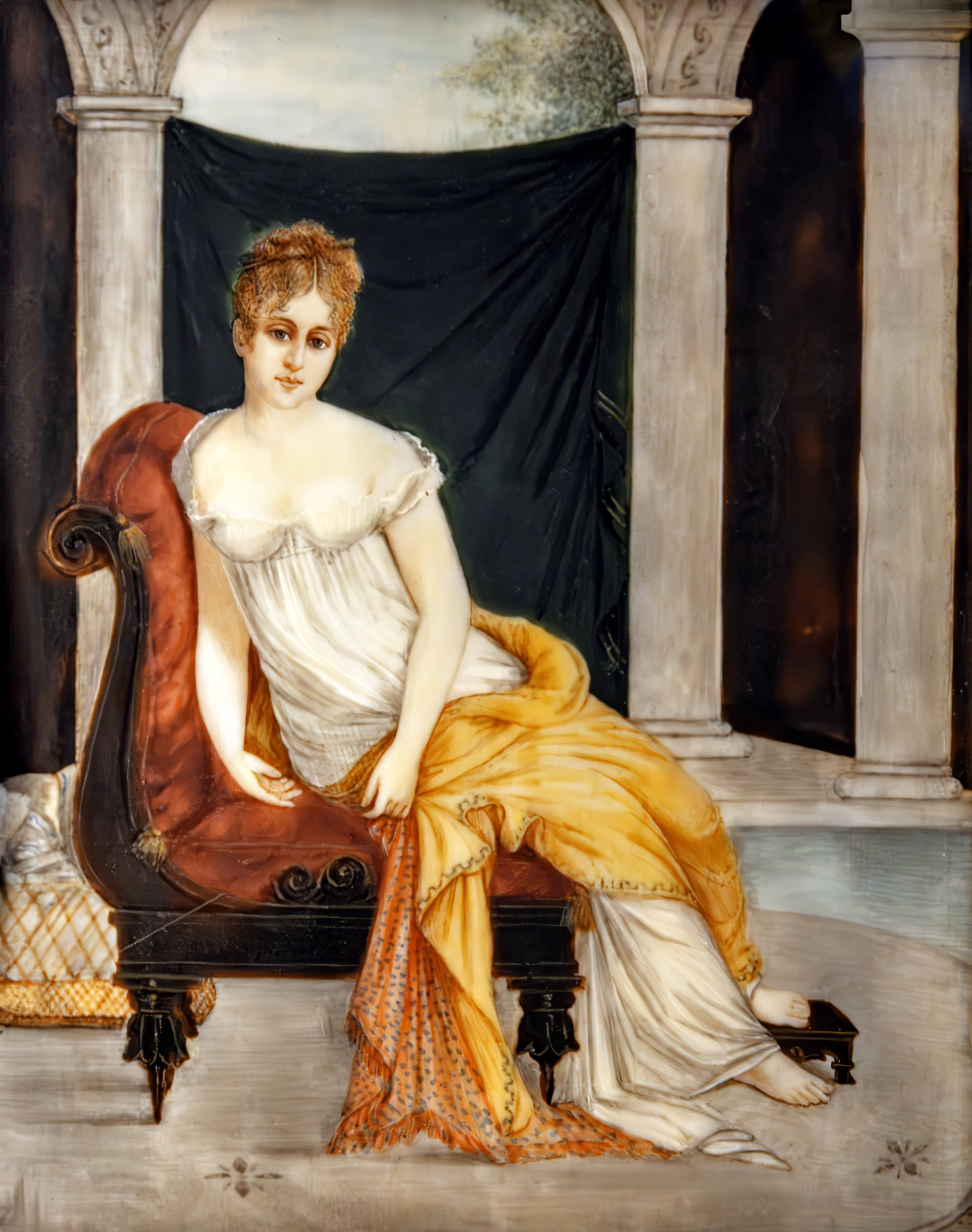
Miniature sur ivoire d'après François Gérard - Musée Correr Venise.

Un Portrait de Madame Récamier par Antoine-Jean Gros (vers 1825) est conservé à la galerie Strossmayer des maîtres anciens de Zagreb.

### Dessins
François Gérard réalise en 1829, près de vingt-cinq ans après son célèbre portrait de Madame Récamier assise (tableau actuellement exposé à Paris au musée Carnavalet), un dessin au crayon noir, lavis gris et rehauts d'aquarelle représentant sa muse vue de dos et de profil. Cette œuvre fait partie de la collection d'Alexandre Gérard, frère de l'artiste, puis transmise à sa descendance. Au mois de mars 2017, les propriétaires actuels mettent en vente aux enchères à Paris cette représentation.
Une seconde étude dessinée de ce portrait avec un usage du lavis plus important, est conservée par le modèle, puis léguée à sa nièce Amélie Lenormant.
|  |

### Gravures
Juliette Récamier inspire les artistes et devient leur muse à travers les peintures et les dessins ou de reproductions, peintes, dessinées ou gravées.

Portraits de Juliette Récamier.
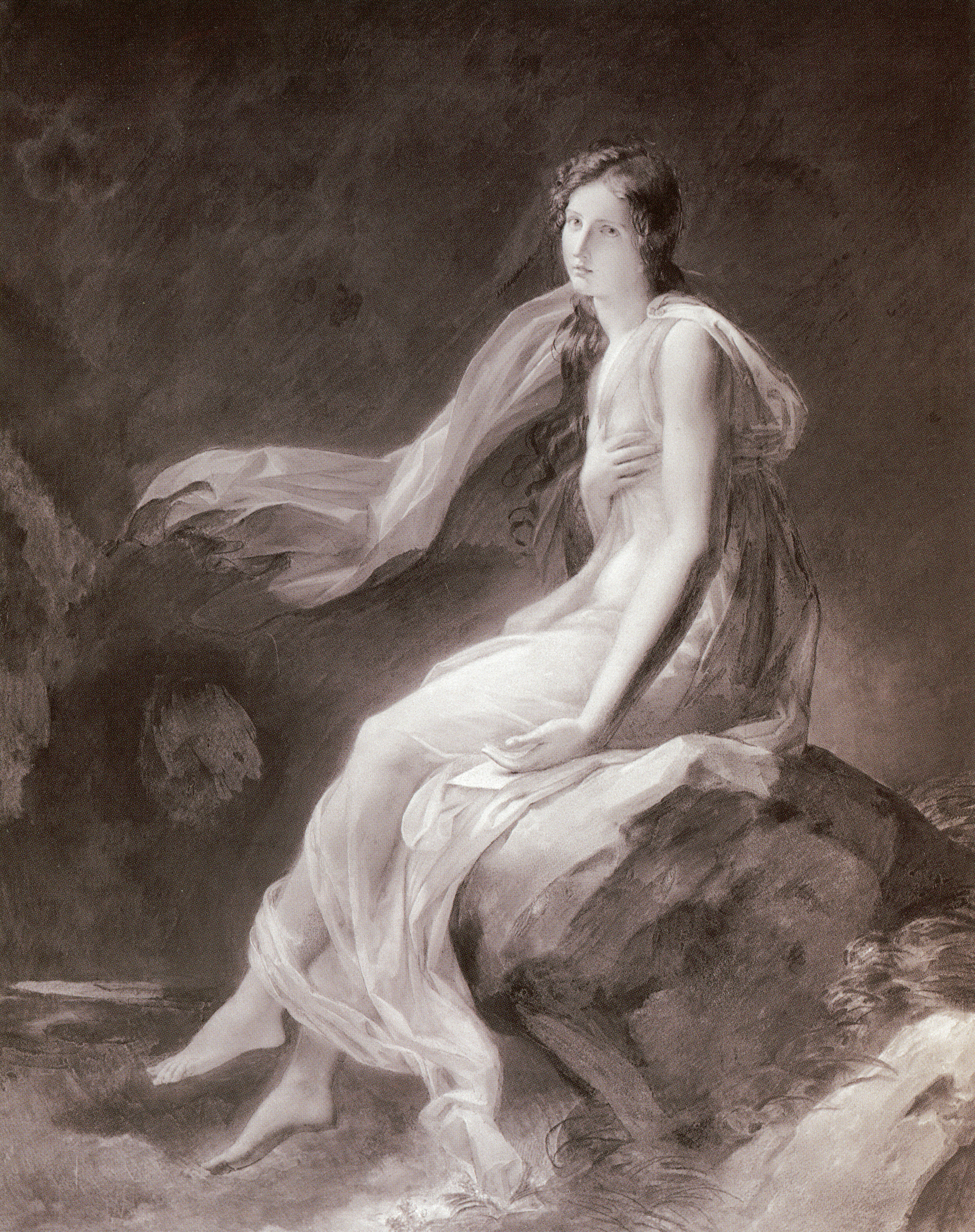
Juliette Récamier en 1800 par Jean-Honoré Fragonard, peinture.
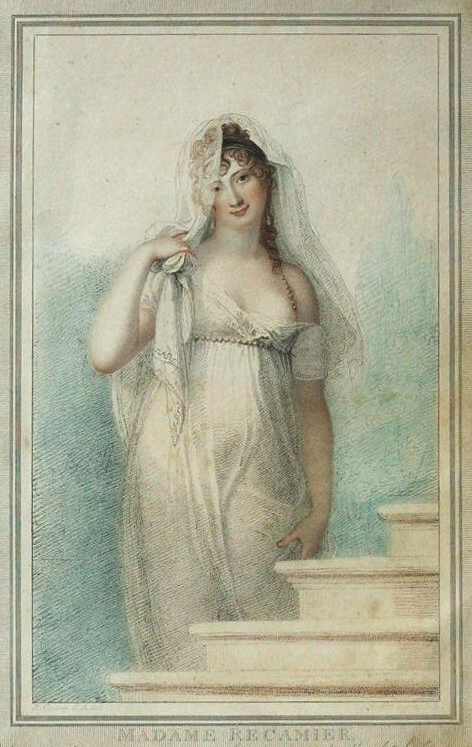
Juliette Récamier par Richard Cosway, début XIXe siècle, dessin.
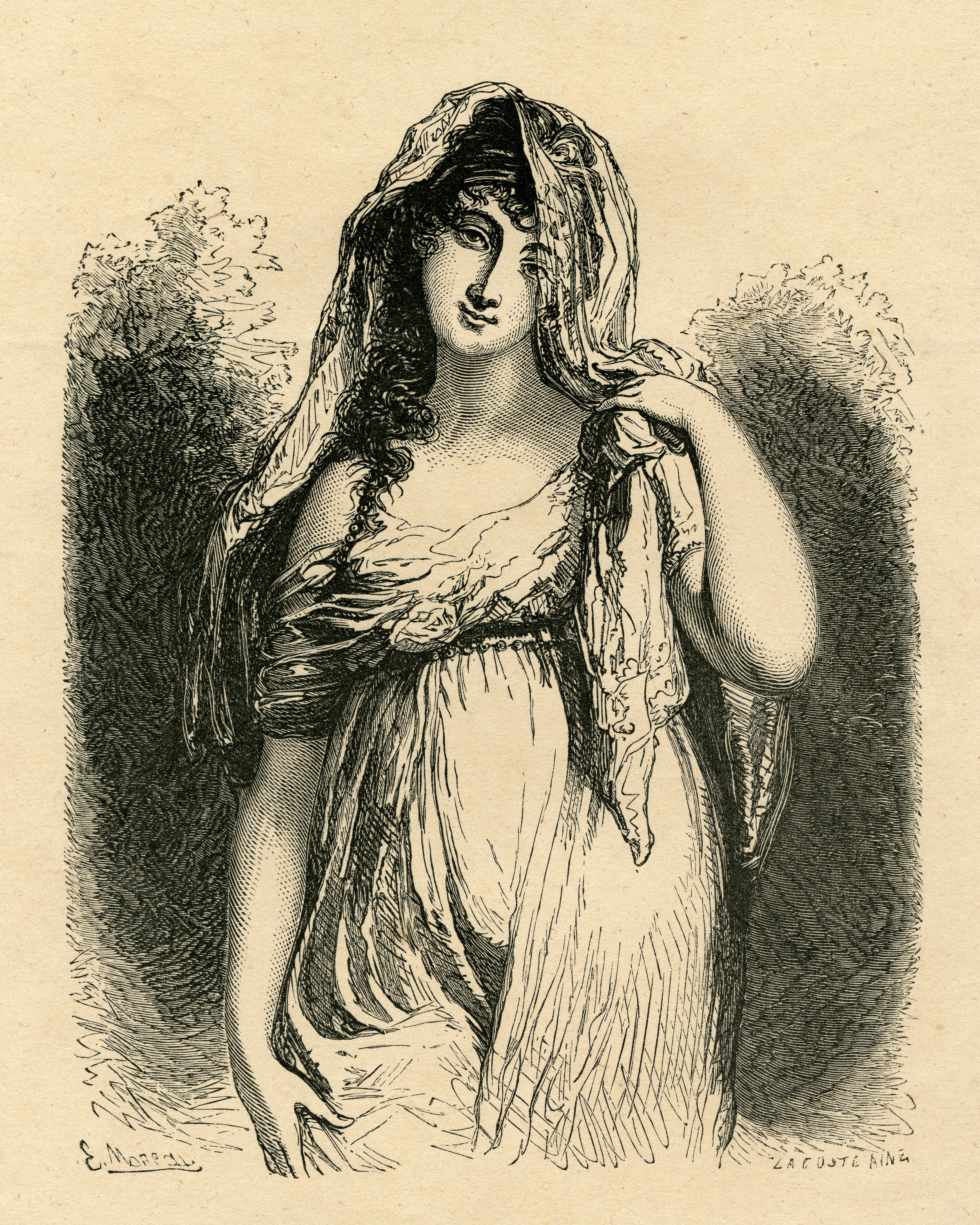
Juliette Récamier par E. Moreau d'après Richard Cosway, XIXe siècle, gravure.
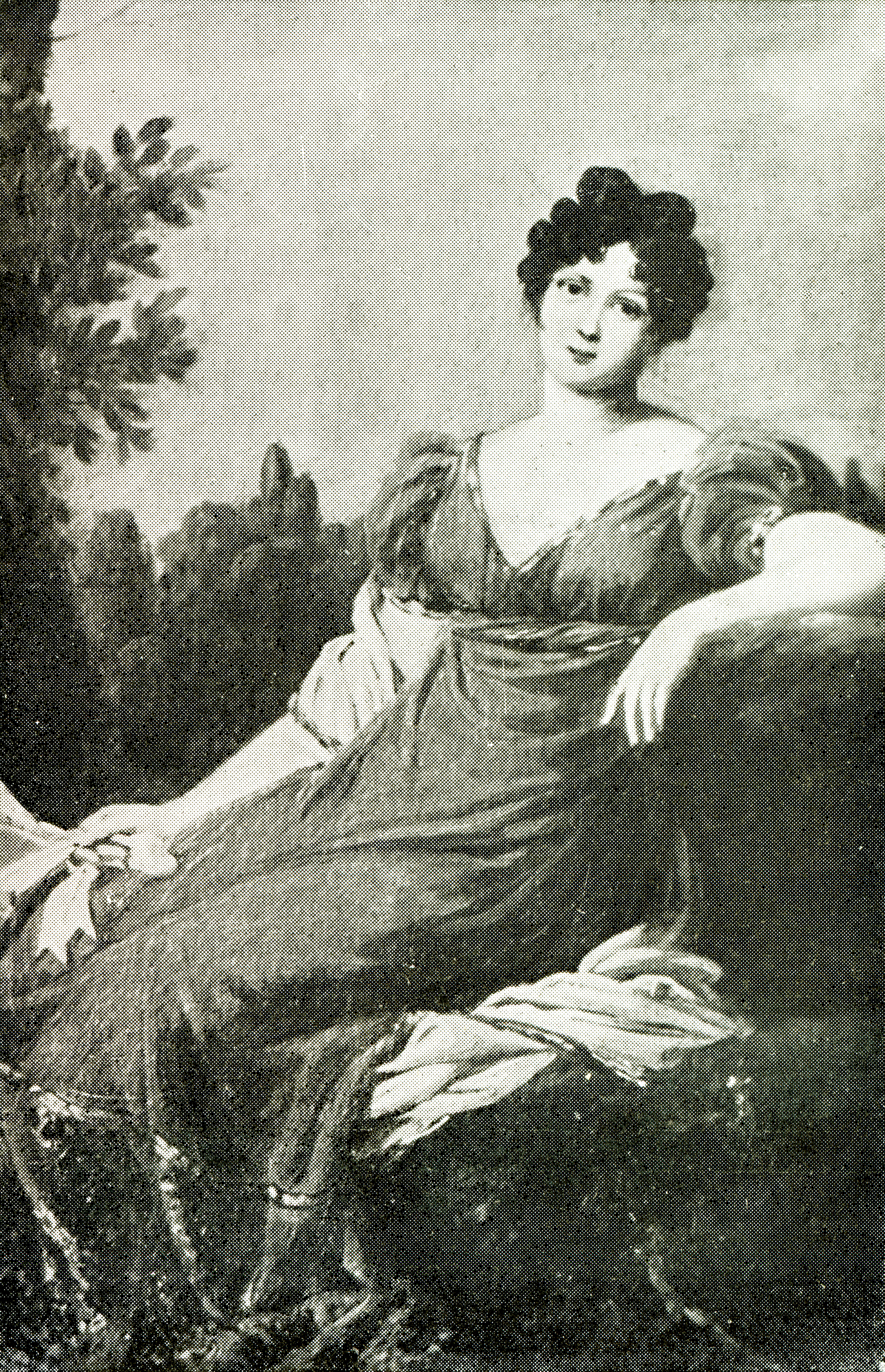
Juliette Récamier par Robert Lefèvre, début XIXe siècle, musée des beaux-arts de Caen.
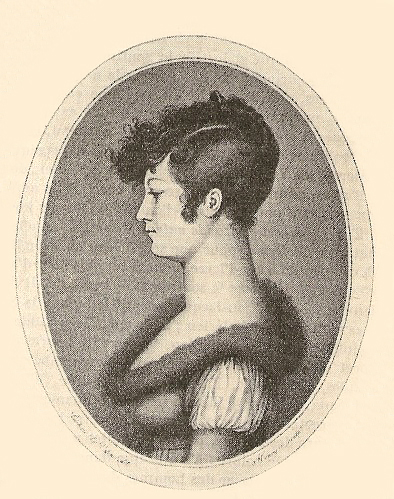
Juliette Récamier vers 1810 par Pulchérie Nicole Édme Brulard de Genlis, comtesse de Valence, dessin.
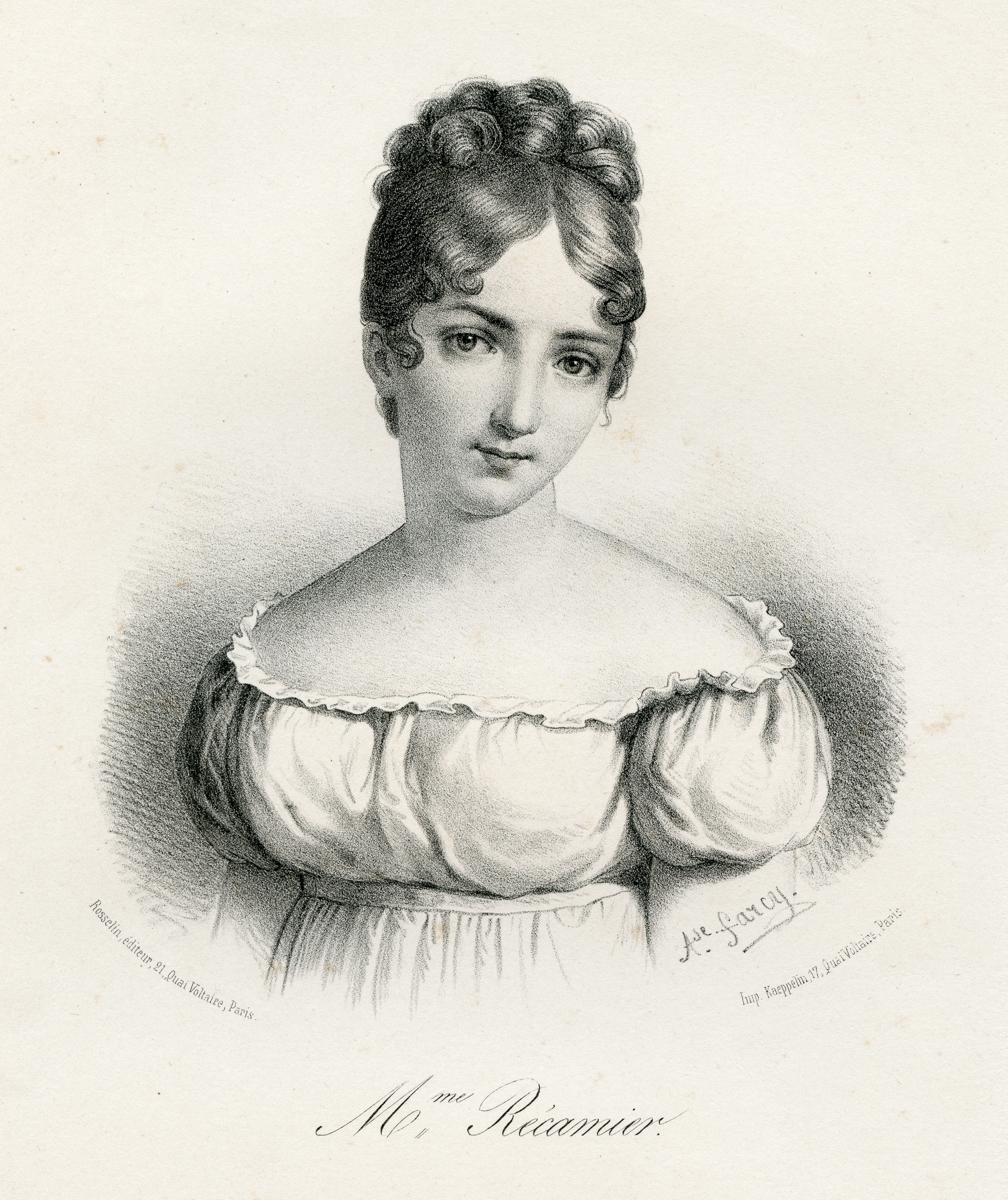
Juliette Récamier, dessin XIXe siècle, par Alphonse Farcy.

### Sculptures

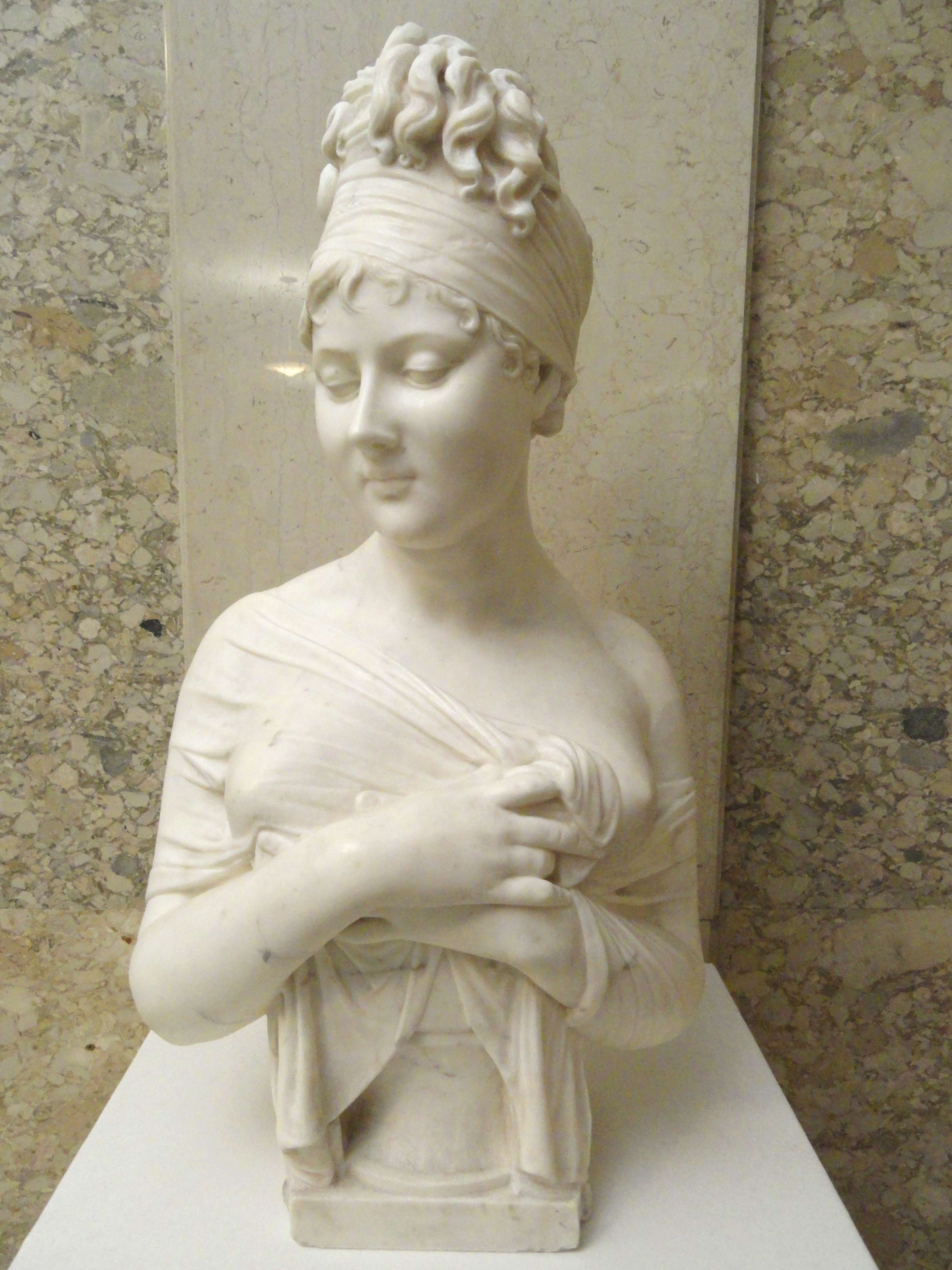
Madame Récamier par un artiste inconnu, d'après Joseph Chinard, XIXe siècle, Museum of Fine Arts, Springfield, Massachusetts.

Madame Récamier sert de modèle au cours de la période 1805-1806, à Joseph Chinard et son élève en 1805 à Clémence Sophie de Sermézy (musée des beaux-arts de Lyon et Paris, musée Cognacq-Jay).
Antonio Canova sculpta son portrait en 1813 (relation par Chateaubriand dans Mémoires d'outre-tombe).

Buste de Juliette Récamier, entre 1804 et 1808, par Joseph Chinard, musée des beaux-arts de Lyon
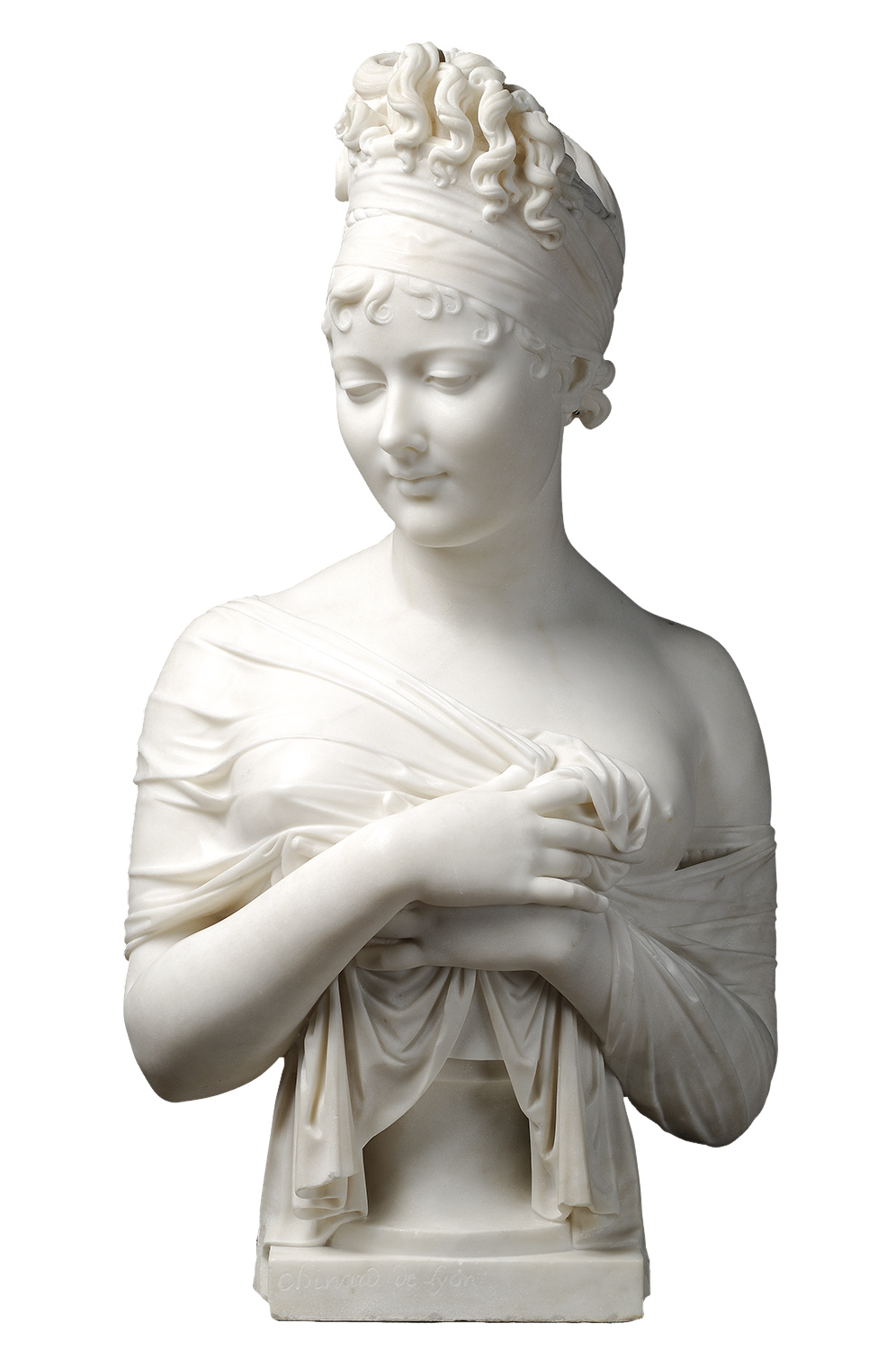
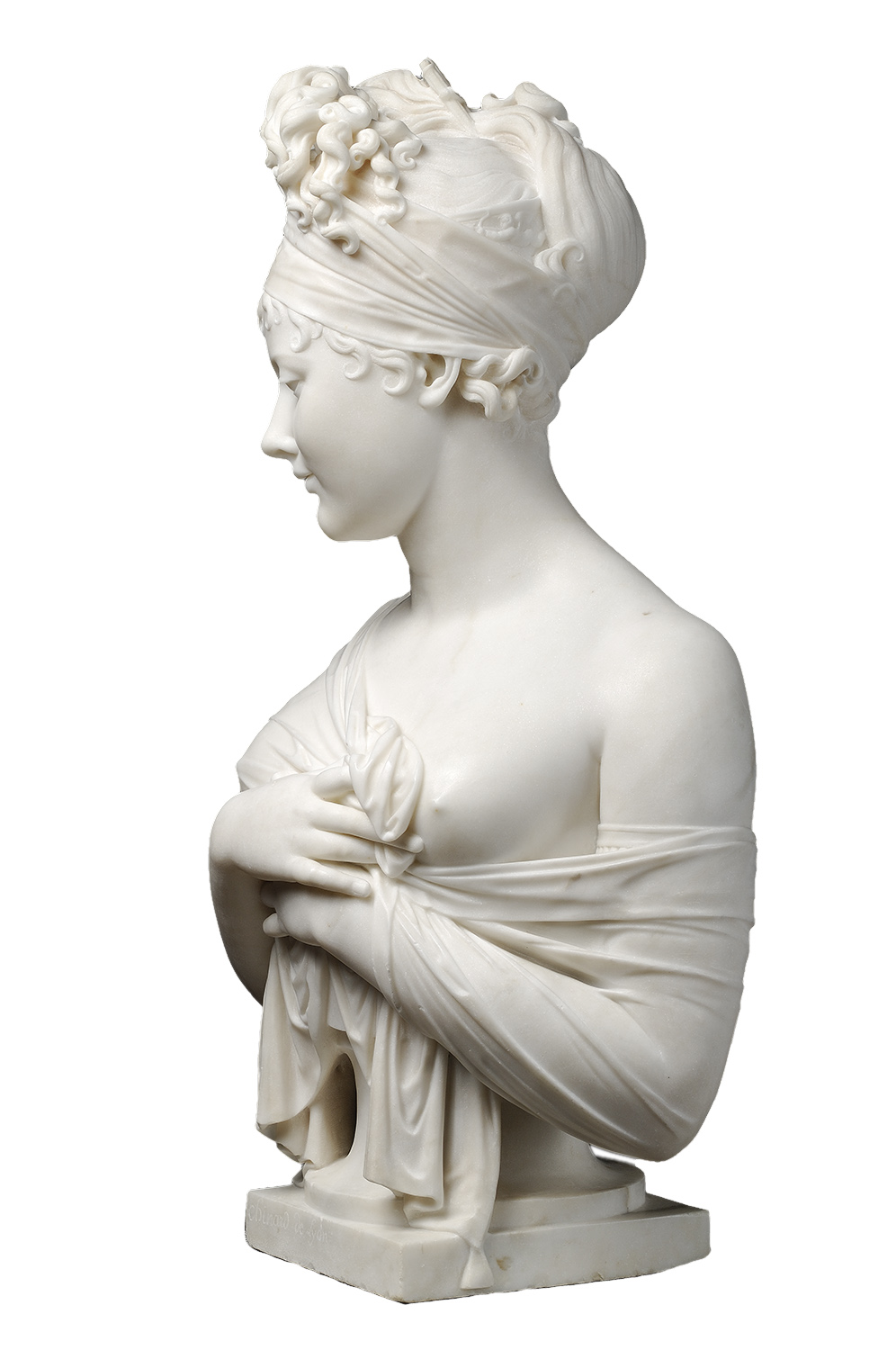
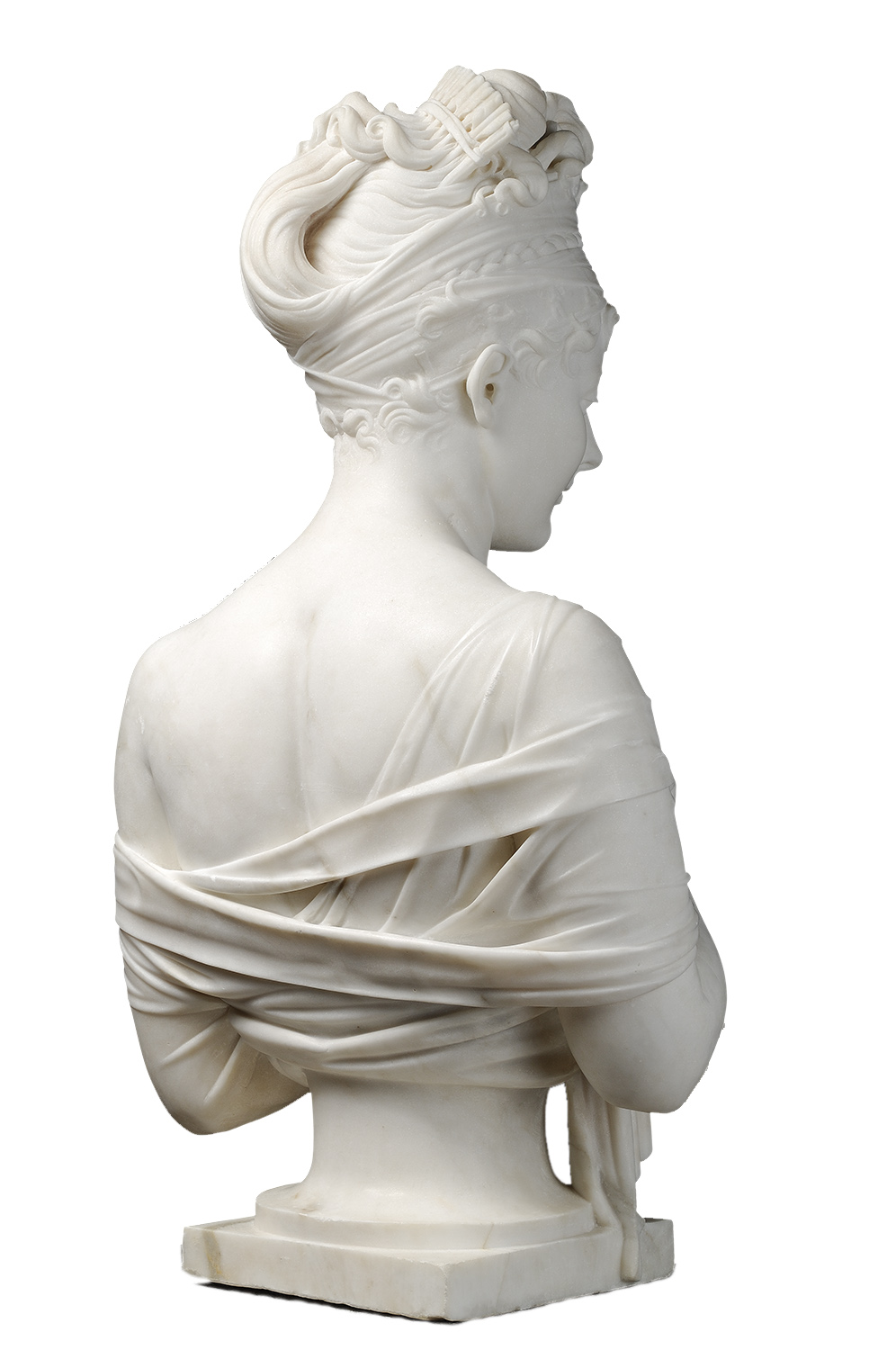
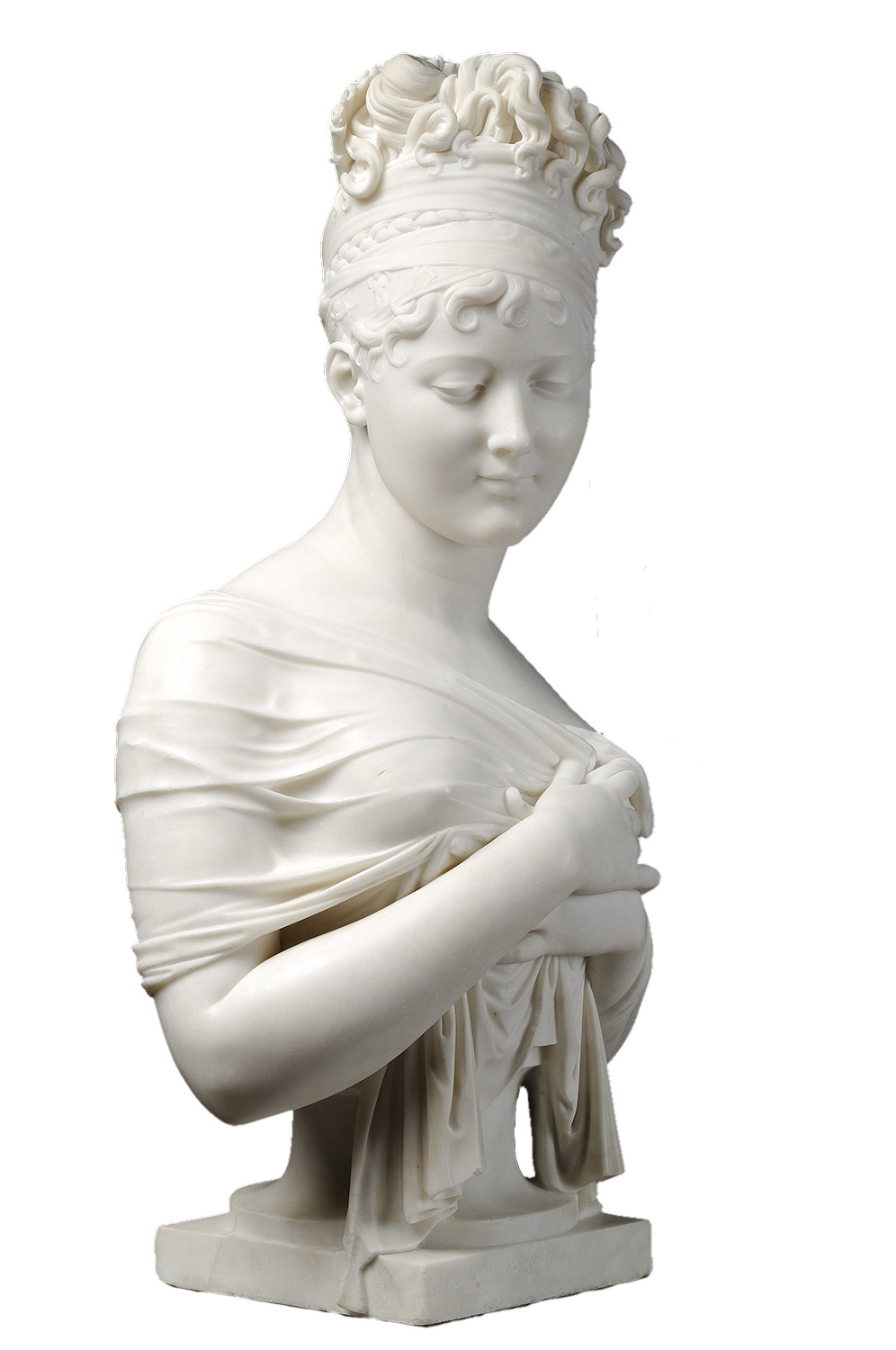

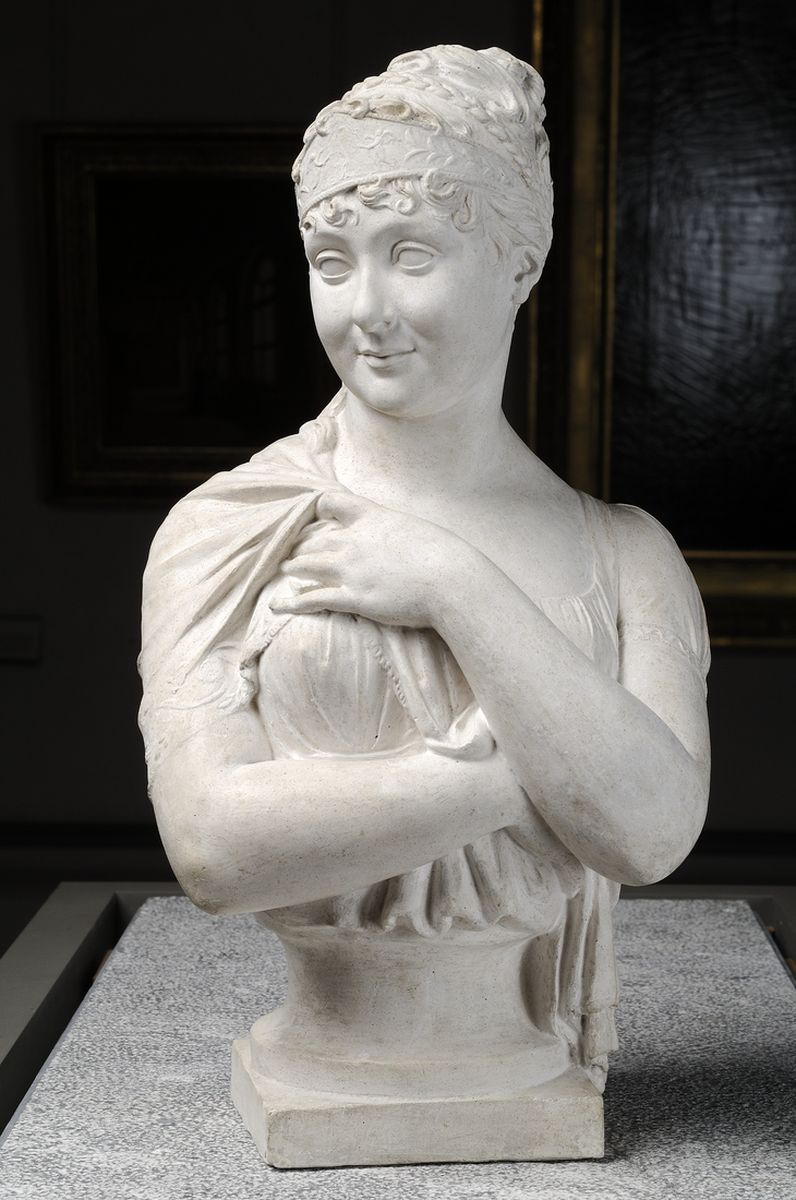
Juliette Récamier en 1805 par Clémence Sophie de Sermézy, musée des beaux-arts de Lyon.
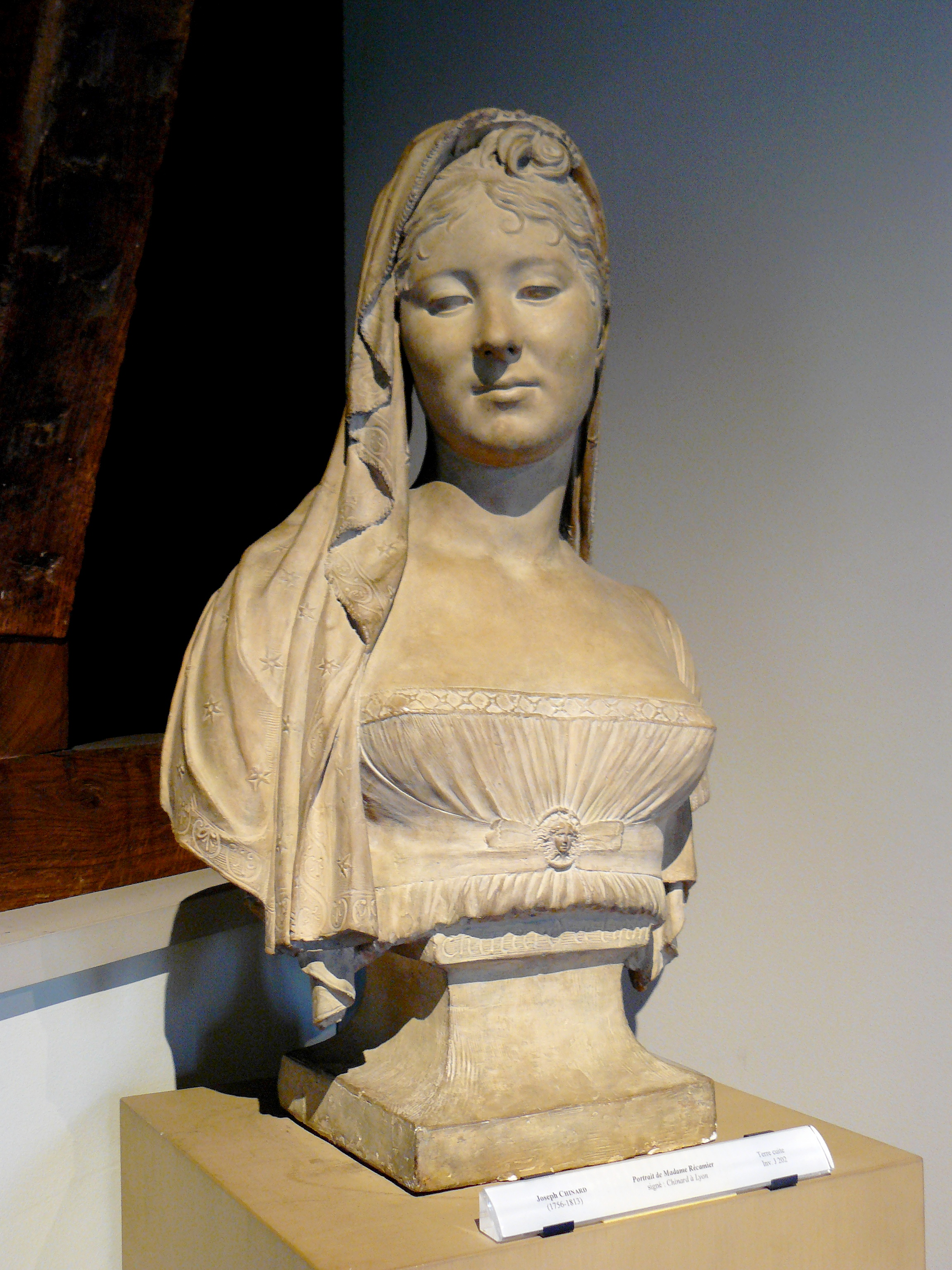
Madame Récamier par Joseph Chinard, Paris, musée Cognacq-Jay.

### Mobilier
Une banquette sans dossier avec, sur les côtés, deux extrémités de même hauteur, est appelé récamier ou récamière, du nom de Juliette Récamier, qui a été peinte allongée dans une pose élégante sur un de ces meubles.
La chambre de Madame Récamier est un ensemble de meubles réalisés en 1799 par les frères Jacob, à destination de son hôtel particulier rue du Mont-Blanc à Paris. Cette chambre est reconstituée au musée du Louvre.
| - Le lit en acajou, bronze doré et patiné. - Vue d'ensemble de la chambre. - La table de nuit en acajou, ébène, cuivre, bronze doré et marbre. - Le secrétaire à abattant en acajou, ébène, cuivre, bronze doré et marbre. |

## Hommages

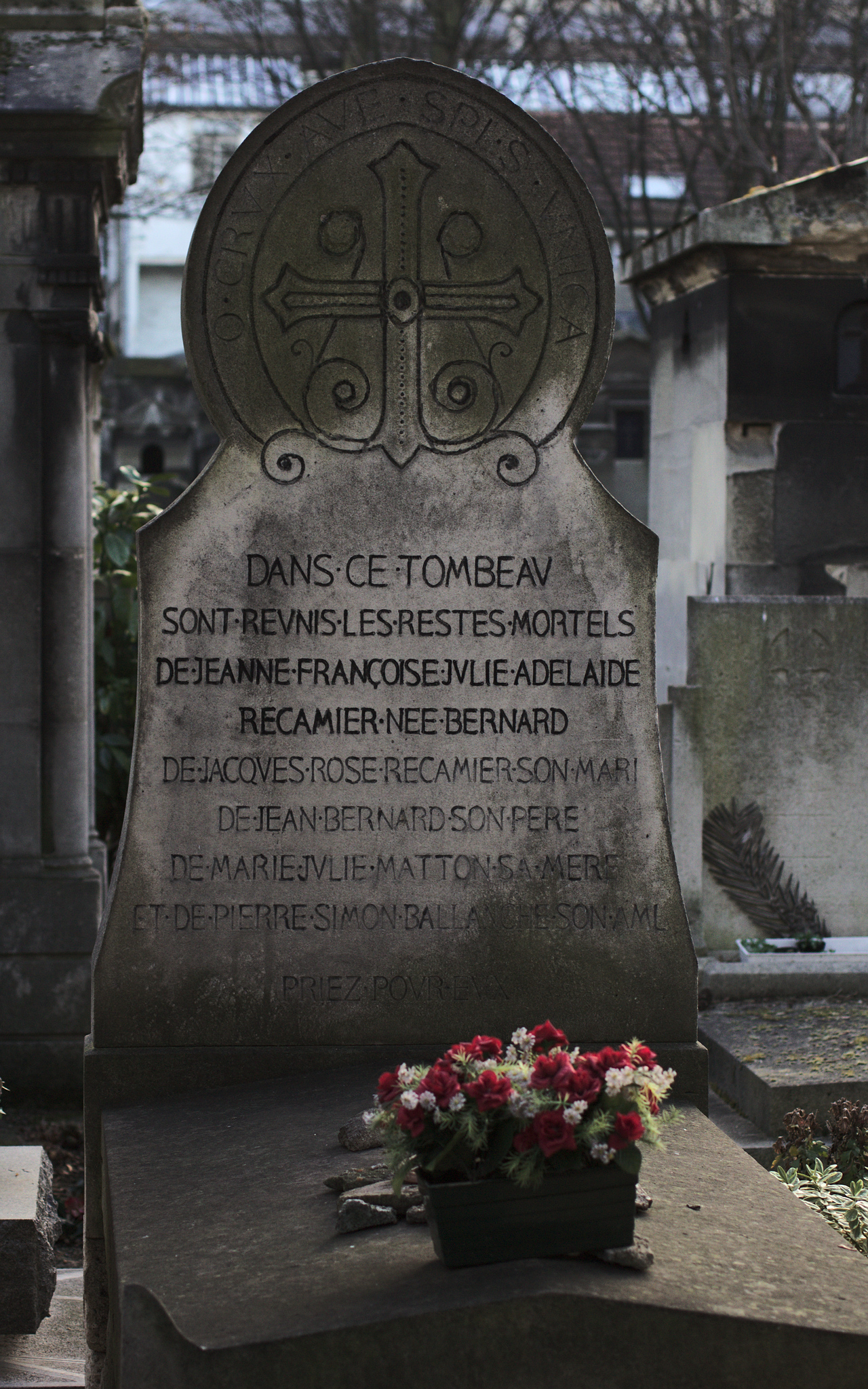
Tombeau de Madame Récamier et sa famille, Paris, cimetière de Montmartre.

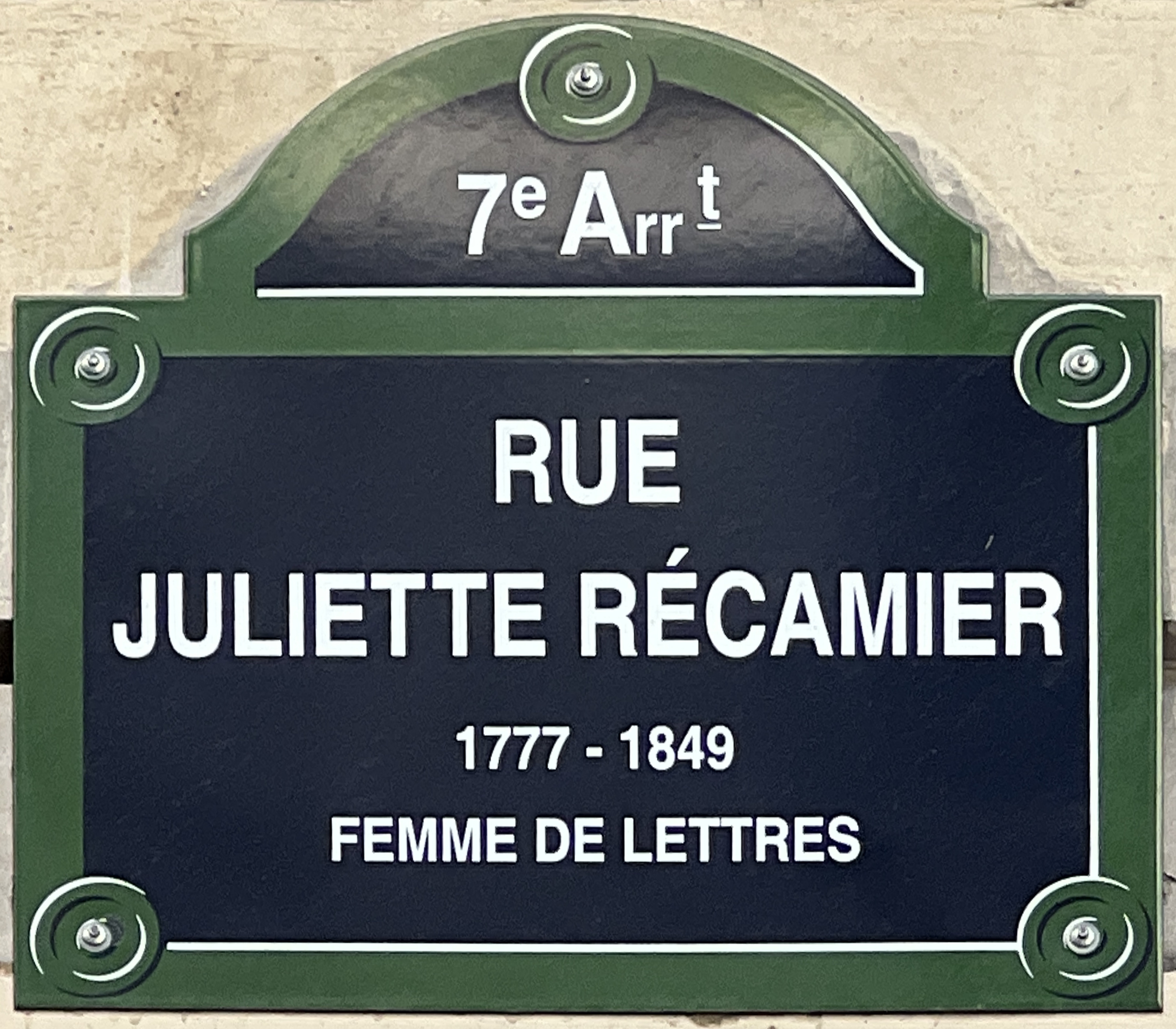
Rue Juliette-Récamier, dans le 7e arrondissement de Paris.

Plusieurs villes en France ont une rue en sa mémoire, dont :
- la rue Juliette-Récamier à Paris, dans le 7e arrondissement ;
- la rue Juliette-Récamier à Lyon[18]. L'ancienne place du même nom à Lyon est modifiée en « Place René-Deroudille »[19] ;
- à Châlons-en-Champagne ;
- à Saint-Brice-sous-Forêt.

Un cratère vénusien, Recamier, est également nommé en son honneur.
Il existe aussi le lycée Juliette Récamier à Lyon.

## Sources

### Ouvrages
- Se reporter au chapitre : Bibliographie.

### Archives
- Département de Paris :
Archives nationales - no 60 rue des Francs-Bourgeois 75003 Paris
Minutier central des notaires de Paris - no 60 rue des Francs-Bourgeois 75141 Paris Cedex 03
Archives de Paris - Archives de l'État civil - no 18 boulevard Sérurier 75019 Paris
Bibliothèque nationale de France - Quai François Mauriac 75706 Paris Cedex 13.
Réunion des musées nationaux - no 254-256 rue de Bercy 75012 Paris.
- Département du Rhône :
Archives départementales du Rhône - no 34 rue Général Mouton-Duvernet 69003 Lyon
Musée des beaux-arts de Lyon - no 20 place des Terreaux 69001 Lyon.